# THE TIME,
『THE TIME,』（ザ・タイム）は、TBS系列（JNN） で2021年（令和3年）10月1日から毎週月曜日から金曜日の5:20 - 8:00に放送されている報道・情報番組。TBSテレビの制作によるTBS放送センター内Dスタジオからの生放送番組で、同局以外のJNN加盟27局が制作に協力している。本項は、同日から前枠で放送されている関連番組『THE TIME'』（ザ・タイム ダッシュ）についても述べる。

## 概要

### 『THE TIME,』
2014年4月から7年半放送されてきた『あさチャン!』 の後継番組として、同番組の放送枠（6時 - 8時）および、関連番組であった『はやドキ!』の放送枠の後半（5時20分 - 6時）に編成されている。『ズームイン!!SUPER』が中継企画を徐々に縮小・廃止していったことにより、『あさチャン!』をはじめ、民放局が平日の早朝に編成する全国ネットの生放送番組で長らく実施していなかったネット各局からのリレー中継企画「ニッポンの朝がみえる!列島リアルタイム中継」などを織り交ぜる。
番組のコンセプトおよびキャッチコピーは「ニッポンの朝がみえる」。番組タイトルの最後に入れた「,」は「朝の価値のある時間が続いていく」「視聴者と共に『A, B, and C』」意味を込める。番組名にはTBSグループが2020年の春から設定しているブランドプロミス（企業側が顧客に対して行う約束のこと）である「最高の”時”で、明日の世界をつくる。」の思いを込める。
月曜日 - 木曜日の総合司会には、安住紳一郎（TBSテレビアナウンサー）、金曜司会に香川照之（俳優・歌舞伎俳優）を起用。安住による平日帯番組の司会は、平日午後枠のワイドショーとして放送された『ジャスト』が2005年（平成17年）3月に終了して以来16年ぶりである。情報番組の総合司会をレギュラーで経験していない香川 を金曜司会へ起用したのは、『ぴったんこカン・カン』への頻繁なゲスト出演や2020年11月からTBS系列全体で随時展開しているSDGs啓発キャンペーン「地球を笑顔にするweek」大使への起用などで同局との縁が深いことに加えて、安住がいずれも2021年9月で終了した『ぴったんこカン・カン』と『東京VICTORY』以外のレギュラー番組（土曜日に収録する『中居正広の金曜日のスマイルたちへ』および週末の生放送番組『新・情報7days ニュースキャスター』『安住紳一郎の日曜天国』）を続投することにもよる。
安住と香川を支える進行には、杉山真也、江藤愛、宇賀神メグ（いずれもTBSテレビアナウンサー）を起用。杉山は『THE TIME'』平日の司会を兼務。江藤は木曜日・金曜日のみ『THE TIME,』で進行を担当する一方、月曜日 - 水曜日に限って『ひるおび!』への出演も続けている。
『THE TIME'』を含めて主に首都圏の独自取材を担当する「THE TIME, ニュース班」を組織。『あさチャン!』の月曜日・火曜日と『はやドキ!』の木曜日でサブキャスターを務めていた篠原梨菜（TBSテレビアナウンサー）が、「ニュース班」のメンバーとして関東地方からの生中継リポートを平日で担当している。有識者・専門家・（TBSテレビ報道局の関係者を含む）ジャーナリスト・プロスポーツの選手経験者などによる「コメンテーター」を不定期でのVTR出演にとどめる一方で、ウェザーマップの協力を受けながら、プロデューサー・現役大学生・気象キャスター経験者など総勢17人の気象予報士が番組に関与。
『あさチャン!』までは泉放送制作など複数の制作会社が制作協力に加わっていたが、当番組はTBSスパークル（旧称・TBSビジョン＝TBS-V、TBS映画社。安住が司会を担当している『新・情報7days ニュースキャスター』も携わる）がおもに制作協力する。

#### 視聴率の推移
TBSテレビが当番組の編成に踏み切った背景には、放送対象地域の関東地区における『あさチャン!』の視聴率（以下は特記のない限りビデオリサーチ調べの関東地区・世帯・リアルタイム視聴率）が、テレビ東京を含めた民放5局中4位でほぼ推移していたことも一因に挙げられている（当該項で詳述）。
初回の7時台では、関東地区で6.5パーセント（%）の世帯視聴率を記録。『あさチャン!』初回の5.0%（当該項で詳述）および最終回の6.1%を上回った。個人視聴率は3.4% だったが、個人・世帯とも同時間帯での民放4位にとどまった。安住が総合司会を初めて単独で務めた2021年10月4日（月曜日）放送分の7時台の世帯視聴率は4.8%（個人視聴率2.7%）で、『あさチャン!』終了直前の水準を若干上回る程度であった。「民放4位」の状況は5日（火曜日）以降の放送でも（民放テレビ局が4 - 5局存在するネット局の放送対象地域を含めて）変わっておらず、関東地区では、同じ時間帯に放送されている『めざましテレビ』『ZIP!』（日本テレビ）『グッド!モーニング』（テレビ朝日）に比べて若年層（特に20歳 - 34歳の女性）の視聴率がとりわけ低い傾向が見られる。
これに対して、当番組では2021年10月25日（月曜日）放送分からリニューアルを敢行。番組中2回設けているオープニングパートのうち、2回目のパートの開始時間を5時50分から6時に変更したほか、「列島リアルタイム中継」などのコーナーの放送順を入れ替えた。安住は同日6時から放送された2回目のオープニングパートで、視聴者に向けて「『朝のテレビ番組は時計がわり（に見られている）』とよく言われますので、（テレビ）業界では（午前中の生放送番組で）『いつものコーナーをいつもの時間に（流す）』という鉄則が成り立っているのですが、（当番組では）開始から1か月を経たずして大幅に構成を変更致します」と説明している。関東地区はリニューアルの前週（10月21日=木曜日放送分）から7時台の世帯視聴率が5%台で定着し、リニューアルの初日は5.8%まで上昇。10月27日（水曜日）放送分で6.0%（個人視聴率3.2%） にまで達していたが、11月以降は『あさチャン!』時代と同じ水準（世帯視聴率4%台）で推移し、開始の半年後（2022年4月第2週）には個人平均視聴率が2%台の前半と、『あさチャン！』と同程度の水準に戻った。
当番組と『THE TIME'』の開始を決めた当時のTBSテレビ代表取締役社長・佐々木卓は、2021年10月27日の定例社長会見で、当番組を「好調なスタートで大変良い感触を持っている」、（金曜日以外の）列島リアルタイム中継を「安住と各局のアナウンサーの掛け合いがあることに加えて、（中継先から）お国言葉（現地の方言）も聞けるので大変面白い」と評価し、「まだ『さまざまなことを試している』という感じなので、（企画やフォーマットが定着するまでには）時間がかかると思う。それだけに、（企画やフォーマットを）絶えず変化させながら、最も良い形態を見付けて欲しい」と述べた。
TBSテレビが2022年9月1日に開催した10月改編の説明会では、「金曜司会」の交代に関する発表と質疑応答に大半の時間を割いた一方で、同年7月1日から編成部長を務める渡辺真二郎が当番組の評価に言及。視聴率の低迷が続いていることを認めつつも、放送の時間帯における占拠率で他局の番組より健闘していることを挙げながら、「番組の認知と視聴習慣が少しずつ付いてきた」との認識を示した。当面は「金曜司会」の交代だけにとどめる一方で、視聴率を向上させるための番組リニューアルを水面下で検討していることを明かした。13から49歳に限った「コア視聴率」では2021年10月12日から15日までは1.5％、2022年2月時点で1％台後半 と徐々に上昇し、直後の10月改編で大規模なリニューアルは実施しなかった。アナウンサーやピアニストの担当曜日入れ替えや曜日レギュラー増員、MISIAによる新テーマ曲「おはようユニバース」の採用程度にとどめた。その後は2022年11月14日週における「コア視聴率」では2％弱まで上昇して『グッド!モーニング』を上回り民放3位に浮上している。2023年4月26日の定例社長会見においては龍宝正峰取締役（当時）が、同年4月の第3週までの個人視聴率についても前年同月比で0.4ポイント上昇している旨を明らかにした。

### 『THE TIME'』
2015年（平成27年）4月から6年半放送された『はやドキ!』の後継番組として、制作局のTBSテレビ・フルネットを実施する系列局（4局）では同番組が放送されていた時間帯（4時30分 - 5時20分）に編成されている。タイトル表記の「'」には、『THE TIME,』のタイトルに入っている「,」と同じ意味（詳細前述）に加えて、「テレビ番組表やEPGでタイトルを見ただけで番組の放送順が分かるようにしたい」編成上の意向が反映されている。放送開始時点での通常ネット局は9局だが、フルネットを実施しない5局では5時台のみ放送する。
杉山は、当番組で平日帯番組の司会を初めて担当する とともに、『THE TIME,』にも進行として出演している。放送開始時点でTBSテレビ入社1・2年目のアナウンサー総勢5名から、曜日ごとに2名が当番組の進行を分担する。
『THE TIME,』と共通の関東広域圏からの中継リポーターとして、篠原が平日、喜入友浩（TBSアナウンサー） が原則として月曜日・火曜日の生中継リポートを担当している。篠原・喜入が中継の担当と並行しながら気象予報士資格の取得を目指す一方で、喜入が出演しない水曜日 - 金曜日は『あさチャン!』でロケ取材に専念していた岩永優樹（TBSテレビディレクター）が中継リポーターの一員としてリポートを担当している。
番組のスタート時に、視聴者が朝に聴きたい楽曲のリクエストを公式サイトで募集した。YouTuberとしても活動するピアニストのけいちゃんとまなまるが『THE TIME,』と合わせて日替わりで登場するとともに、寄せられたリクエスト曲の一部を放送中にピアノで演奏している。制作発表時点でのTBSテレビ編成局長瀬戸口克陽は、30代・40代の女性とその子どもが一緒に視聴することをおもに想定しつつ、『THE TIME,』との連携や（ハプニングの要素を含めた）「ライブ感」を意識しながら番組を制作する、と述べた。
『はやドキ!』最末期は5時台後半が全国ネットだった経緯上、『THE TIME,』の5時台は本番組の延長線上の扱いになっている。

## 歴史

### 番組開始当初（2021年10月）

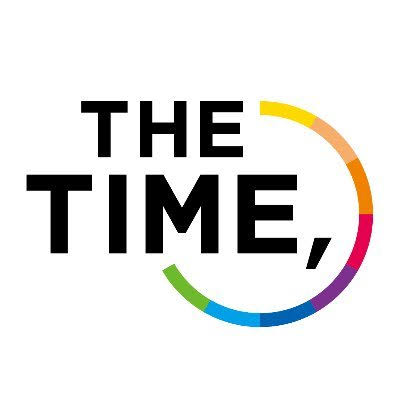
番組開始から2025年3月28日まで使用されていた番組ロゴ

開始当初は番組に所属する総勢17人の気象予報士のうち少なくとも3人をスタジオセット内に設けたガラス張りの情報ブース「TIME LABO」内に常駐させたり（一部時間帯では「TIME LABO」内から気象情報も放送していた）、当日発売の雑誌・スポーツ新聞を並べたコンビニエンスストア風の円形スペース「TIMEスタンド」を設けたり、「列島リアルタイム中継」を含めて世界50か所以上の地点からの中継映像を毎日流したりするなど、他の情報番組とは一線を画す試みも為されていた（その後「TIME LABO」はコロナ対策や内容変更により無人となり、2023年10月のリニューアル時に撤去された）。
TBSテレビと一部のネット局では、安住・香川と列島中継担当のキャスターをリモート中継でつなぐ事前番組『THE TIME, #0』（ザ・タイム, シャープゼロ） を9月18日（土曜日）と26日（日曜日）に編成した。
当番組のスタートに際しては、かねてから多数のレギュラー番組を抱えている安住と江藤を、出演曜日の調整を経て総合司会と進行キャスターに起用。安住のレギュラー番組（『ぴったんこカン・カン』の最後期など）で長らくプロデューサーを担当してきた谷沢美和（TBSテレビ） や、裏番組の1つである『めざましテレビ』（フジテレビ系列）から引き抜いたベテランのスタッフなどが制作に従事している。TBSテレビ系列朝の情報番組枠内の番組では、TBSの制作で1999年3月29日から3年間にわたって平日に放送された『エクスプレス』の2年目から途絶えていたJNN加盟27局からの生中継企画を約20年ぶりにレギュラーコーナーとして復活させた。
金曜日以外に配置する「曜日レギュラー」には、坂道グループのメンバーから梅澤美波（乃木坂46）と松田里奈（櫻坂46）の2人を起用した。当初は2名以外にも若手のタレントを2組起用していたが開始1年以内に降板し、放送開始から1年が経った2022年10月に松田好花（日向坂46）を、2023年4月に一ノ瀬美空（乃木坂46）を新たに起用。以降、固定の曜日レギュラーは2023年7月に月曜日にマンスリーレギュラーの導入を除き2025年3月27日まで全て坂道グループのメンバーとなっていた。曜日レギュラーは2023年9月29日までは、世界各地からの生中継映像が流れる小型モニターや、当日発売の雑誌・スポーツ新聞を並べたコンビニエンスストア風の円形スペース「TIMEスタンド」の「店員」の設定で、2022年6月29日までは番組ロゴ入りのエプロンをつけて出演していた。「曜日レギュラー」が不在の金曜日は「TIMEスタンド」から放送するコーナーのみ、宇賀神が「店員」に扮していた。
2021年10月1日（金曜日）に放送された初回では、「金曜司会」の香川に加えて安住と進行キャスター全員が一堂に会したほか、当時の月曜レギュラーの梅澤美波（乃木坂46）が特別出演。番組スタートの際に香川の主導で、番組オリジナルのレトルトカレーを開発する企画「『TIME,カレー』開発プロジェクト」を立ち上げている。「列島リアルタイム中継」については、開始当初に参加していなかったTBSテレビが2021年11月から「ニュース班」と並行しながら関東広域圏の中継を担うことに伴って、JNN加盟全28局の共同企画に発展している。

### 「金曜司会」急遽交代と2年目突入へ（2022年9月 - 10月）
香川は俳優やタレントとして多忙ながら、金曜日の早朝に当番組の総合司会（放送上の肩書は「金曜司会」）を1年近く務め、番組発のプロジェクトにも相次いで参加した。TBSテレビの番組では2022年の夏から俳優として『アトムの童』（2022年10 - 12月に「日曜劇場」枠で放送された連続ドラマ）の撮影にも臨んでいたが、「当番組の開始前（2019年7月）に東京・銀座のクラブで（当時勤務していた）ホステスに対してセクシャルハラスメントや加害行為へ及んでいた」とされる疑惑が、2022年8月に『週刊新潮』の報道で浮上（当該項で詳述）。報じられた内容を香川の所属事務所であるロータス・ルーツも「事実」として認めたことから、香川は同月26日放送分の冒頭で、当時の行動についてテレビカメラの前で謝罪した。当日は謝罪後も全編にわたって出演していたが、TBSテレビでは放送後にロータス・ルーツと協議して香川を同日放送分で降板させることを決定し、金曜日の進行として香川を支えていた江藤を後任に充てることも決定した。TBS→TBSテレビが全国ネット向けに制作する平日早朝の生放送番組の総合司会を単独で任された女性は、『あさチャン!』で一貫して金曜日のMCを務めていた夏目三久（出演当時フリーアナウンサー）以来2人目だが、TBSテレビの現職女性アナウンサーからの起用は江藤が初めてである。
TBSテレビでは2022年9月1日（木曜日）に、2022年10月改編の説明会を当初の予定に沿って開催。9月2日から「金曜司会」を交代させることを、編成局編成部長の渡邉真二郎が正式に発表した。さらに、開催に先んじて、香川の降板を決めた理由を説明した文書をリリース。当番組について「さまざまなニュースをお伝えする情報番組として、視聴者の皆様に不信感や疑念を持たれることがあってはならない」との見解を示したうえで、ロータス・ルーツとの協議を経て降板の判断に至ったことを明かした。当番組の公式サイトでは、以上の決定と発表を受けて、安住と香川の顔写真を挟んだデザインのタイトルロゴをタイトルだけのロゴに差し替えている。加えて、赤坂サカスに掲示された番組広告や公式SNSの同じ画像もシマエナガちゃん一家のイラスト入りのものへ差し替えられた（いずれも2023年新春からは新しいデザインのポスターに再度変更されている）。「金曜司会」からの降板が決まるまで香川の出演を発表していなかった『アトムの童』についても、この決定を受けてロータス・ルーツと再び協議した結果、TBSテレビが香川を降板させたうえで代役を探すことが同月上旬に決定した。
2022年9月2日（金曜日）の放送には、レギュラーアナウンサーの江藤・杉山・宇賀神に加えて、安住も急遽出演。安住は、番組冒頭で香川が同日から当番組への出演を取り止めると明言したうえで、翌週の9月9日から「金曜司会」を江藤・杉山・宇賀神の3人体勢で金曜日の生放送を進めることを視聴者に説明した。その一方、前日（同月1日）午後に収録された香川の謝罪VTRを6:00過ぎから4分間放送。このVTRは、7時台の「バズったワード デイリーランキング」で「香川照之」をトレンドワードの1位に挙げた際にも改めて放送された。2日の放送では安住が香川の代役を務めたため、放送上は同月9日から江藤が「金曜司会」に相当する役割を、杉山は金曜日に「サブ司会」に相当する役割を担うようになった。そのため「金曜司会」はこれ以降空席となっている。
2022年10月3日放送分より、番組開始当初から使われていたテーマ曲ゴダイゴの「銀河鉄道999〜シン・ミックス〜」からMISIAの「おはようユニバース」に一新された。新たに「TIME'」の進行としてTBS新人アナウンサーの吉村恵里子と古田敬郷、TBSスパークルの千葉真由佳が加入した。
2023年9月29日放送分を以て千葉真由佳が降板したが、それ以外の出演者の入れ替えは無かった（マンスリーレギュラーの交代を除く）。

### 2023年秋のリニューアル（2023年10月）
2023年10月2日放送分から、放送開始から3年目に突入してリニューアルを行う。出演者以外の面では、スタジオセットがリニューアルし、従来の白を基調としてロゴに使われている各色を配したセットから、青を基調としたスタジオセットとなった。ともに放送開始当初から設置した「TIME LABO」と「TIMEスタンド」は「TIME LABO」は撤去、従来2枚横並び大型モニターは、1枚はそのまま、他方は「TIME LABO」の場所へ移設され、「TIMEスタンド」は内部の設備が撤去され、単なるオブジェとして残存した。総合司会の安住が放送中に使用したコーヒーメーカーも残存した。テロップデザインも一部変わり、一部テロップは既存のまま青色のデザインとなり、項目テロップはジャンルごとにTBS独自の「TBSブランドピクトグラム」を入れたものとなった。これらに使う青色はTBSグループのブランドカラーである「TBSブルー」を使用している。
若干のタイムテーブル・コーナーの変更などが行われ、6時台は「中高生ニュース」を除いて全てストレートニュースが占めるようになった。毎正時と30分に天気を配置して朝番組の視聴実態に配慮した。芸能ニュースの呼称を「エンタメ」から「カルチャー」に改めたが、2024年4月1日から「芸能エンタメ」に再改題された。スタジオのカメラ割りも細かく指定されるようになり、番組としてはこのリニューアルを、"負の印象"に繋がる「リニューアル」の表現をしないように出演者にも徹底させ、「ブラッシュアップ」と呼んでいる。
2024年1月4日放送分よりテーマ曲が「おはようユニバース」から服部隆之作曲のオリジナルテーマへと変更された。

### 2025年春のリニューアル（2025年4月）
2025年3月31日放送分から、「あなたと、とことん。〜あなたとつくる、あなたのニュース〜」を新コンセプトに、リニューアルを行う。タイトルロゴも各色を配したものから「番組と視聴者が重なりつくる・紡ぐ」というコンセプトをブルー（番組とTBS）とイエロー（視聴者）の帯の重なりで表現したロゴとなり（ただし『THE TIME,』自体のロゴは変更なし）、スタジオセットも一新して白を基調にした明るく透明感のあるデザインとなっている。番組では前述の影響もあり今回のリニューアルを、「リブランディング」と呼んでいる。
また、曜日レギュラーもこれまでの全員坂道グループのメンバーとなっていたのを木曜日の松田里奈（櫻坂46）を除き一新され、月曜日は川田裕美、火曜日は望月理恵、水曜日は松丸友紀が起用。以上の3名はそれまでもマンスリーレギュラーとして起用されていた。マンスリーレギュラーは月曜日から金曜日に移動する。

## 出演者
職業・ユニット・所属先の記載が特にない人物はTBSアナウンサー。
☆：『あさチャン!』から続投
★：『はやドキ!』から続投
△：不定期出演
▽：第4木曜日＝司会（代行）
▲：金曜司会&進行

### 『THE TIME,』
| 月曜                                                  | 火曜                           | 水曜                           | 木曜               | 金曜                                |
| 総合司会                                              | 総合司会                       | 総合司会                       | 総合司会           | 金曜司会                            |
| ----------------------------------------------------- | ------------------------------ | ------------------------------ | ------------------ | ----------------------------------- |
| 安住紳一郎                                            | 安住紳一郎                     | 安住紳一郎                     | 安住紳一郎         | 不在                                |
| 進行                                                  |                                |                                |                    |                                     |
| 杉山真也▲                                             | 杉山真也▲                      | 杉山真也▲                      | 小沢光葵▽          | 杉山真也▲ 小沢光葵▽                 |
| 宇賀神メグ☆▲                                          | 宇賀神メグ☆▲                   | 宇賀神メグ☆▲                   | 江藤愛▲            | 江藤愛▲ 宇賀神メグ☆▲                |
| 佐々木舞音                                            | 佐々木舞音                     | 佐々木舞音                     | 吉村恵里子         | 吉村恵里子                          |
| 南後杏子                                              | 南後杏子                       | 南後杏子                       | 中谷恒幹           | 長尾翼 齋藤美雅（セント・フォース） |
| 中継リポーター「ニュース班」                          |                                |                                |                    |                                     |
| 篠原梨菜☆★                                            | 篠原梨菜☆★                     | 篠原梨菜☆★                     | 古田敬郷           | 古田敬郷                            |
| TIMEマーケティング部員（コーナーリポーター）          |                                |                                |                    |                                     |
| 原千晶（フリーアナウンサー）△ 西堀文（俳優・モデル）△ |                                |                                |                    |                                     |
| 曜日レギュラー                                        |                                |                                |                    |                                     |
| 川田裕美（フリーアナウンサー）                        | 望月理恵（フリーアナウンサー） | 松丸友紀（フリーアナウンサー） | 松田里奈（櫻坂46） | マンスリーレギュラー                |
| ピアノ演奏                                            |                                |                                |                    |                                     |
| 週替わり                                              | けいちゃん（BCS）              | まなまる（フリーランス）       | 週替わり           | まなまる（フリーランス）            |
| 気象予報士                                            |                                |                                |                    |                                     |
| 増田雅昭（ウェザーマップ）                            |                                |                                |                    |                                     |

#### 備考
- 安住（月 - 木曜日）／宇賀神（月 - 水曜日）／江藤（木・金曜日）は「お目覚め!脳シャキクイズ」の後は一旦退席し、5:57から再び出演。
- マンスリーレギュラーは6:40頃から、曜日レギュラーは関東地方では6:30から、ネットパートでは6:40頃から出演。なお2025年4月以降の第4木曜日（「出張!安住が行く」の中継コーナー編成により安住がスタジオに不在の場合）は、松田里奈が「お目覚め!脳シャキクイズ」にも参加する。
  - 一ノ瀬と松田好花のみ名前テロップにふりがなが振られている（2023年6月までは放送日時点の年齢も併記していた）。
  - 卒業した初代月曜レギュラーの梅澤は、所属する乃木坂46のコンサートが東京都以外で日曜日に行われた場合、翌日の月曜日は、休演か、または会場のある道府県から中継で出演していた[77][78]。
  - 水曜レギュラーの一ノ瀬は、所属する乃木坂46のコンサートが東京都以外で火・水曜日に行われる場合、翌日または当日の水曜日は、休演か、または会場のある道府県から中継で出演する。
  - 木曜レギュラーの松田里奈は、所属する櫻坂46のコンサートが東京都以外で水・木曜日に行われる場合、翌日または当日の木曜日は、休演か、または会場のある道府県から中継で出演する[注 30][79]。
  - 各所属グループのMVが解禁された翌日など、カルチャーのコーナー内でグループ関連のニュースを扱う際には、撮影現場で曜日レギュラーが自らカメラを回して独占取材を行う事もある。
  - 2023年7月3日より、月曜日にマンスリーレギュラーを導入[71]。これに伴い、一ノ瀬と松田里奈の担当曜日が変更された[71]。
- 「列島リアルタイム中継」や、重大な事故や自然災害が発生している場合には、卒業した喜入が中継リポートを随時担当[注 31]。ニュース班や、各コーナーに関しては後述[注 32]。
- 篠原は2023年に、前夜にTBSラジオの『アフター6ジャンクション』（同年9月まで）→『アフター6ジャンクション2』（同年10月以降）のパートナー代理として出演する場合でも、翌朝は通常通り出演していた。またここ数年では日曜日に国政選挙等の開票特別番組・YouTube配信に従事することもあり、その場合でも翌日の月曜日には通常通り出演している。
- 増田は、6:00と7:00を除きサカス広場か放送センターの南玄関（番組では「港区・赤坂」としている）から中継している。2023年9月までは月曜から木曜はウォーターズ竹芝[注 33]から、金曜日は「お出かけお天気」と題して関東各地からそれぞれ中継出演で、お天気中継と気象予報士の『ひとこと天気』を担当していた。2023年8月7日から8月25日まではサカス広場から中継していた。これとは別に台風や大荒れの天気でより詳細な気象情報を伝える際、竹芝ならびに金曜の関東各地からの中継を取りやめ、天気コーナーはサカス広場から、解説部分はスタジオから出演することがあった。
- 2021年内の最終放送（12月28日）までは、けいちゃんが月曜日・木曜日、まなまるが火曜日・水曜日・金曜日にピアノを演奏した。
- 2022年1月から9月までは、高木里代子が月曜日、けいちゃんが火曜日・金曜日、まなまるが水曜日・木曜日にピアノを演奏した。
- 『TIME'』を兼務する進行は2023年9月までは5:50までで出演を終えていたが（シマエナガダンスを除く）、同年10月からは3時間半通して出演するようになった。
  - ただし、2024年10月21 - 23日（月 - 水曜日）は、当番組の直後の『ラヴィット!』で南後が代理MC（先輩アナウンサー・田村真子の夏季休暇に伴う代役）を務めた関係で、当番組の出演を6:30までで切り上げていた。またこの週には宇賀神も休暇を取得していた関係で、浦野が1週間通して出演していた。また、2025年2月3日（月曜日）には、『ラヴィット!』MCの川島明（麒麟）と田村の誕生日企画の進行準備のため、7時前のエンタメコーナー終了後に退出、7時半の天気コーナーは佐々木が代理で担当した。
- 2024年11月7日（木曜日）はまなまるが代打でピアノを演奏した[80]。2024年11月14日（木曜日）はRINAがピアノを演奏した[81]。
- 2025年7月3日（木曜日）は松田里奈が別の仕事のため、マンスリーレギュラー経験者のはいだしょうこ（歌手）が代演。また、2025年8月11日（月曜日）は川田が夏休みのため、「列島リアルタイム中継」広島担当の田村友里（中国放送アナウンサー）が5:20から出演（祝日恒例のInstagramライブ配信にも登場）。

#### 新型コロナウイルスへの感染拡大防止策（2022年）
- TBSグループでは2022年に入ってから、TBS放送センターで制作するテレビ・ラジオ番組へのレギュラー出演者が新型コロナウイルス（COVID-19）へ感染した事例や、当該番組での共演者が所轄の保健所から濃厚接触者に指定された事例が相次いでいる。このような事態を受けて、当番組では感染拡大防止策の一環として、1月24日（月曜日）放送分から「ブロック制」（スタジオの分散運用とスタジオレギュラー陣の分散出演体制）を暫定的に導入[82]。Dスタジオから生放送へ同時に出演できる人数を通常時から減らすとともに、5時20分 - 5時50分の時間帯は安住・香川、5時50分以降は杉山と「曜日レギュラー」を、それぞれFスタジオからリモート方式で出演させている。通常は5時20分 - 5時50分の時間帯に登場している『THE TIME'』の男性進行キャスター（齋藤慎太郎・高柳光希・小沢光葵）は、スポーツニュースのナレーションと「お目覚め!脳シャキクイズ」（後述）のみ担当。「脳シャキクイズ」では別室からの出題に切り替えている[83]。
- TBSグループ従業員向けの新型コロナウイルスワクチン職域接種会場がTBS放送センター12階に設けられていた3月14日（月曜日）には、安住が当番組の本番中に接種前の問診・体温測定から自身3度目の接種を受けるまでの一部始終を、この会場からの生中継を通じて自らレポート[84]。接種後には接種を受けることへの判断が個人の自由に委ねられていることや、番組側からの強要ではなく自身の判断による接種であると言及したうえで、本人曰く「わがまま」で接種の模様を番組内で中継することに踏み切ったと明かした[84]。放送後には番組公式Twitterにおいて、翌日から3日間「遅めの冬休み」で休演することを発表している[85]（詳細後述）。
- その後、ブロック制を徐々に緩和し、2022年6月6日（月曜日）からは曜日レギュラー以外の出演者が、7月1日（金曜日）には曜日レギュラーが全編Dスタジオからの出演に戻った。（ただし、同年6月28日・29日のエンディングでは、28日（火曜日）は新原、29日（水曜日）はみな・まりあがそれぞれ番組卒業報告のため、本人を含めた該当曜日の全出演者がDスタジオから出演。）
- 2022年6月17日（金曜日）、金曜司会の香川が仕事関係者（同年7月7日スタートで出演予定の『六本木クラス』にて）のコロナ感染を受けて、本人は陰性であったものの全編Fスタジオからのリモート出演[86]。杉山、江藤、金曜日のみFスタジオから出演している宇賀神の3人が全編Dスタジオから出演し番組運営を行った。
- コロナ感染者の増加が再び発生したことから、2022年7月18日（月曜日）からは前述の「ブロック制」を再度施行し、2022年9月23・30日（どちらも金曜日）を除いた番組リニューアル前まで行っていた。
- リニューアルした2022年10月3日（月曜日）から、同年11月11日（金曜日）までは、曜日レギュラーである坂道グループのメンバーのみFスタジオからの出演を継続、それ以外のレギュラーメンバーはDスタジオから出演していた[注 34]。
- その後、再びコロナ感染者の増加が発生したことから、2022年11月14日（月曜日）から2023年3月10日（金曜日）まで、再び「ブロック制」を施行。月 ｰ 木曜日は、安住がオープニングと「お目覚め!脳シャキクイズ」のみFスタジオから出演し、宇賀神／江藤は5時50分から出演[注 35]、曜日レギュラー3人はFスタジオからの出演を継続していた。金曜日は、宇賀神がオープニング・「脳シャキクイズ」・7時の「シマエナガダンス」・エンディングは、リモート用機材を使用して出演していた[注 36]。
- マスク着用が個人の判断になった2023年3月13日（月曜日）から、ブロック制とリモート機材の使用をやめ、オープニングから全員がDスタジオに集合して出演。曜日レギュラー3人も再びDスタジオからの出演になった（梅澤・松田里奈は1年2か月ぶり）[注 37]。

#### スタジオへのレギュラー出演者の感染に伴う対応
- 2022年1月25日（火曜日）のニュースコーナー中、宇賀神が喉の不調から原稿読みを中断せざるを得ない事態に見舞われた。宇賀神は水分を摂取したうえで最後まで出演したものの、本番後にPCR検査を受診したところ、COVID-19に感染していたことが同日中に判明した。宇賀神の症状は1月26日（水曜日）の時点で声が嗄れる程度にとどまっているが、当番組では同日から「ブロック制」を暫定的に変更[82]。25日の5時50分以降にDスタジオで宇賀神と共演していた安住と、宇賀神と同様に喉の不調を訴えていた山下については、所轄の保健所から「宇賀神の濃厚接触者」に指定される可能性が生じたため、自宅からのリモート出演に変更している[87]。この変更に伴って、「曜日レギュラー」を除いた出演者が、番組開始後初めて全編に登場。通常時には安住と宇賀神が担当するコーナーの進行役を杉山と佐々木舞音（本来は『THE TIME'』月曜日 - 水曜日の進行キャスターとして当該曜日の5時50分まで出演）、スタジオからの天気コーナーを千種が担当している。本来は杉山が単独で担当するコーナーについては、齋藤がFスタジオからリモート方式で進行した[82]。
  - 2022年1月27日（木曜日）には、『金曜司会』の香川がDスタジオから生放送を急遽進行した。安住が「リモート出演に向けた自宅の整理が間に合わない」との理由（実際には自宅待機措置に伴う休日扱い）で出演を見合わせることを前提に、司会の代行を26日中に香川へ依頼したところ、香川から快諾されたことによる。通常は金曜日にのみ香川と共演している江藤も、通常時の木曜日と同じくスタジオで進行を分担。その一方で、上記の「ブロック制」を25日以前の体制に戻している[88]。
  - 1月28日（金曜日）と2月4日（金曜日）には、『THE TIME'』進行の野村彩也子が、宇賀神の代役として全編に出演。1月28日（金曜日）には、25日（火曜日）の5時50分以降の時間帯で宇賀神と共にDスタジオにいたけいちゃんが体調不良を理由に出演を見合わせたため、本来は月曜日にのみ出演する高木がピアノ演奏を担当した[89]。
  - 安住は1月28日までに受診したPCR検査で陰性反応が出たほか、「宇賀神の濃厚接触者」に該当しないことが保健所から確認されたため、1月29日（土曜日）の『新・情報7days ニュースキャスター』から生放送番組へのスタジオ出演を再開[90]。当番組にも1月31日（月曜日）から、山下と共にスタジオへの出演を再開した。安住の出演再開に際しては、25日以前と同様の措置を適用（Dスタジオへ登場するのは5時50分以降の時間帯で、それ以前の30分間はFスタジオからリモート方式で出演）。2月2日（水曜日）までの期間、6時のオープニングでは通常の展望台風スペースからではなく、スタジオ正面の大型モニター前から挨拶を行った。この時点で宇賀神は療養からまだ復帰していなかったため、ニュース以外のコーナーでは、通常は宇賀神が担う役割を曜日レギュラーが前述したリモート方式で代行していた。
- 宇賀神は自宅での療養を経て、2022年2月7日（月曜日）から当番組に復帰。復帰初日の放送では、療養中に経験したことを基に、「（PCR検査を受診した時点で）『感染しているかも知れない』と思っていたので、自宅での療養に備えて通常より多めの飲料水を用意したことが（実際に療養へ入ってから）特に良かった」などと語っていた[91]。

#### 「列島リアルタイム中継」キャスター
通常編成では、1日につき1局が中継を担当する。
出演期間中は全員が担当局に在籍する現職アナウンサーで、担当キャスターが複数名の局では、下記の担当者のうち1名が出演する。
JNNの加盟局が存在しない県から中継する場合には、JNN向けの取材拠点や情報カメラを県内に常設している近隣府県加盟局のキャスターがリポートを担当する。
研修等で首都圏に滞在中の担当キャスターが番組見学をし、エンディングにはスタジオに来ることもある。
| 担当エリア        | 担当局                    | 担当キャスター                   | 担当キャスターの肩書                                                    | 備考・脚注                                  |
| ----------------- | ------------------------- | -------------------------------- | ----------------------------------------------------------------------- | ------------------------------------------- |
| 北海道            | 北海道放送（HBC）         | 堀内大輝森田絹子                 | 気象予報士資格持ってます寒さが苦手な道産子                              | [ 注 41 ] [ 93 ] [ 94 ]                     |
| 青森県            | 青森テレビ（ATV）         | 小野寺紀帆今泉清保               | 元ラジオパーソナリティズームイン朝でも中継担当                          |                                             |
| 岩手県 秋田県     | IBC岩手放送（IBC）        | 今井日奈子                       | 特技は180度開脚                                                         | [ 95 ] [ 96 ]                               |
| 宮城県            | 東北放送（TBC）           | 後藤舜                           | ベンチプレス110kgあげます                                               |                                             |
| 山形県            | テレビユー山形（TUY）     | 結城晃一郎                       | 作詞･作曲できます!                                                      | [ 97 ]                                      |
| 福島県            | テレビユー福島（TUF）     | 浦部智弘                         | いとこが22人います                                                      |                                             |
| 山梨県            | テレビ山梨（UTY）         | 黒澤知弘                         | 趣味は登山の山男                                                        | [ 98 ]                                      |
| 新潟県            | 新潟放送（BSN）           | 麦島侑                           | 通勤は歩きで往復1時間                                                   | [ 注 44 ] [ 99 ]                            |
| 長野県            | 信越放送（SBC）           | 山崎彩奈                         | ラーメン店をハシゴします                                                | [ 注 46 ] [ 100 ]                           |
| 静岡県            | 静岡放送（SBS）           | 堀葵衣                           | 身振り手振りが大きい                                                    | [ 101 ]                                     |
| 富山県            | チューリップテレビ（TUT） | 小西鼓子                         | 特技は小鼓                                                              | [ 102 ]                                     |
| 石川県 福井県     | 北陸放送（MRO）           | 谷川恵一                         | 鉄道ファン 時刻表検定2級                                                |                                             |
| 中京広域圏        | CBCテレビ（CBC）          | 若狭敬一齊藤初音加藤由香榊原悠介 | おしゃべりメガネあだ名は"しょねちゃん"夫は若狭アナ中日ドラゴンズ検定1級 | [ 注 48 ] [ 注 49 ] [ 104 ] [ 105 ] [ 106 ] |
| 近畿広域圏 徳島県 | 毎日放送（MBS）           | 福島暢啓                         | "福ちゃん"入社時は営業希望                                              | [ 注 53 ] [ 注 54 ] [ 107 ] [ 108 ]         |
| 鳥取県 島根県     | 山陰放送（BSS）           | 中島早也佳山根伸志               | 中国語がペラペラ                                                        | [ 109 ] [ 110 ]                             |
| 岡山県 香川県     | RSK山陽放送（RSK）        | 前田唯                           |                                                                         |                                             |
| 広島県            | 中国放送（RCC）           | 渕上沙紀田村友里                 | サックスが吹けます"ガッツ"と呼んでください!                             | [ 注 58 ] [ 111 ] [ 112 ]                   |
| 山口県            | テレビ山口（tys）         | クロル舞                         | 日・英・独語が話せます                                                  |                                             |
| 愛媛県            | あいテレビ（iTV）         | 豊福海央                         | がんばれ!がんばれ!                                                      | [ 注 59 ] [ 113 ] [ 114 ]                   |
| 高知県            | テレビ高知（KUTV）        | 松岡葵                           | 元ディズニーランドのキャスト                                            |                                             |
| 福岡県 佐賀県     | RKB毎日放送（RKB）        | 井口謙                           | 高校地理･歴史の教員免許あり                                             | [ 注 61 ] [ 115 ] [ 116 ]                   |
| 長崎県            | 長崎放送（NBC）           | 林田繁和久富美海                 | 趣味：落語 38年続けてますTHE ALFEEが大好き                              | [ 注 62 ] [ 118 ]                           |
| 大分県            | 大分放送（OBS）           | 甲斐蓉子賎川寛人                 | クラシックバレエ歴15年体脂肪9.9%                                        | [ 注 63 ] [ 119 ]                           |
| 熊本県            | 熊本放送（RKK）           | 糸永有希                         | スプーン曲げの達人                                                      | [ 120 ]                                     |
| 宮崎県            | 宮崎放送（MRT）           | 清水玲                           | あだ名はレイチェルです                                                  |                                             |
| 鹿児島県          | 南日本放送（MBC）         | 岩﨑弘志上塘百合恵               | 通称：AIアナウンサーカブト虫70匹飼ってました                            | [ 121 ]                                     |
| 沖縄県            | 琉球放送（RBC）           | 沖野綾亜                         | 週2で焼肉いきます                                                       | [ 注 64 ] [ 注 65 ] [ 122 ]                 |

#### マンスリーレギュラー
2023年7月以降は、月曜日レギュラーが『THE TIME,』初となるマンスリーレギュラーとして出演する。ただし2025年2月は火曜日の出演となる。2025年4月以降の出演は、月曜日から金曜日へ移動となる。
| 出演期間   | 出演者                         |
| ---------- | ------------------------------ |
| 2023年7月  | 松本若菜（俳優）               |
| 2023年8月  | 森泉（モデル）                 |
| 2023年9月  | 鈴木浩介（俳優）               |
| 2023年10月 | 迫田孝也（俳優）               |
| 2023年11月 | 八嶋智人（俳優）               |
| 2023年12月 | 酒井美紀（俳優）               |
| 2024年1月  | 大久保佳代子（芸人）           |
| 2024年2月  | 森口博子（歌手）               |
| 2024年3月  | 浜口京子（選手）               |
| 2024年4月  | 島崎和歌子（タレント）         |
| 2024年5月  | 岩下尚史（作家）               |
| 2024年6月  | 高橋克実（俳優）               |
| 2024年7月  | ヒコロヒー（芸人）             |
| 2024年8月  | 寺川綾（元水泳選手）           |
| 2024年9月  | 川田裕美（フリーアナウンサー） |
| 2024年10月 | 菊池桃子（俳優・歌手）         |
| 2024年11月 | はいだしょうこ（歌手）         |
| 2024年12月 | 杉山愛（選手）                 |
| 2025年1月  | 松丸友紀（フリーアナウンサー） |
| 2025年2月  | 望月理恵（フリーアナウンサー） |
| 2025年3月  | 八嶋智人（俳優）               |
| 2025年4月  | 高橋克実（俳優）               |
| 2025年5月  | 八嶋智人（俳優）               |
| 2025年6月  | 松丸友紀（フリーアナウンサー） |
| 2025年7月  | 大久保佳代子（芸人）           |
| 2025年8月  | 高橋克実（俳優）               |

#### 過去の出演者
| 期間      | 期間      | 総合司会   | 金曜司会 | 進行     | 進行     | 進行              | 進行       | 進行   | 進行              |
| 期間      | 期間      | 総合司会   | 金曜司会 | 男性     | 男性     | 男性              | 女性       | 女性   | 女性              |
| 期間      | 期間      | 月 - 木    | 金曜司会 | 月 - 水  | 木       | 金                | 月 - 水    | 木     | 金                |
| --------- | --------- | ---------- | -------- | -------- | -------- | ----------------- | ---------- | ------ | ----------------- |
| 2021.10.1 | 2022.7.1  | 安住紳一郎 | 香川照之 | 杉山真也 | 杉山真也 | 杉山真也          | 宇賀神メグ | 江藤愛 | 江藤愛 宇賀神メグ |
| 2022.7.4  | 2022.8.26 | 安住紳一郎 | 香川照之 | 杉山真也 | 杉山真也 | 杉山真也          | 宇賀神メグ | 江藤愛 | 江藤愛 宇賀神メグ |
| 2022.8.29 | 2022.9.30 | 安住紳一郎 | （不在） | 杉山真也 | 杉山真也 | 杉山真也          | 宇賀神メグ | 江藤愛 | 江藤愛 宇賀神メグ |
| 2022.10.3 | 2023.3.31 | 安住紳一郎 | （不在） | 杉山真也 | 杉山真也 | 杉山真也          | 宇賀神メグ | 江藤愛 | 江藤愛 宇賀神メグ |
| 2023.4.3  | 2023.5.5  | 安住紳一郎 | （不在） | 杉山真也 | 杉山真也 | 杉山真也          | 宇賀神メグ | 江藤愛 | 江藤愛 宇賀神メグ |
| 2023.5.8  | 2023.6.30 | 安住紳一郎 | （不在） | 杉山真也 | 杉山真也 | 杉山真也          | 宇賀神メグ | 江藤愛 | 江藤愛 宇賀神メグ |
| 2023.7.3  | 2025.3.28 | 安住紳一郎 | （不在） | 杉山真也 | 杉山真也 | 杉山真也          | 宇賀神メグ | 江藤愛 | 江藤愛 宇賀神メグ |
| 2025.3.31 | 現在      | 安住紳一郎 | （不在） | 杉山真也 | 小沢光葵 | 杉山真也 小沢光葵 | 宇賀神メグ | 江藤愛 | 江藤愛 宇賀神メグ |

| 期間      | 期間      | 月                             | 火                             | 水                             | 木                 | 金                   |
| --------- | --------- | ------------------------------ | ------------------------------ | ------------------------------ | ------------------ | -------------------- |
| 2021.10.1 | 2022.7.1  | 梅澤美波（乃木坂46）           | 新原泰佑                       | 鈴木みな・まりあ               | 松田里奈（櫻坂46） | （不在）             |
| 2022.8.29 | 2022.9.30 | 梅澤美波（乃木坂46）           | （不在）                       | （不在）                       | 松田里奈（櫻坂46） | （不在）             |
| 2022.10.3 | 2023.3.31 | 梅澤美波（乃木坂46）           | 松田好花（日向坂46）           | 松田里奈（櫻坂46）             | 松田里奈（櫻坂46） | （不在）             |
| 2023.4.3  | 2023.5.5  | 一ノ瀬美空（乃木坂46）         | 松田好花（日向坂46）           | 松田里奈（櫻坂46）             | 松田里奈（櫻坂46） | （不在）             |
| 2023.7.3  | 2025.3.28 | マンスリーレギュラー           | 松田好花（日向坂46）           | 一ノ瀬美空（乃木坂46）         | 松田里奈（櫻坂46） | 杉谷拳士（不定期）   |
| 2025.3.31 | 現在      | 川田裕美（フリーアナウンサー） | 望月理恵（フリーアナウンサー） | 松丸友紀（フリーアナウンサー） | 松田里奈（櫻坂46） | マンスリーレギュラー |

| 期間      | 期間       | 気象予報士 | 気象予報士          | お天気キャスター | 中継リポーター「ニュース班」 | 中継リポーター「ニュース班」 | 中継リポーター「ニュース班」 | 中継リポーター「ニュース班」 | 中継リポーター「ニュース班」 | 中継リポーター「ニュース班」 | 中継リポーター「ニュース班」 | 中継リポーター「ニュース班」 | 中継リポーター「ニュース班」 | 中継リポーター「ニュース班」 | ピアノ演奏 | ピアノ演奏 | ピアノ演奏 | ピアノ演奏 | ピアノ演奏 |
| 期間      | 期間       | 気象予報士 | 気象予報士          | お天気キャスター | 女性                         | 女性                         | 女性                         | 女性                         | 女性                         | 男性                         | 男性                         | 男性                         | 男性                         | 男性                         | ピアノ演奏 | ピアノ演奏 | ピアノ演奏 | ピアノ演奏 | ピアノ演奏 |
| 期間      | 期間       | 男性       | 女性                | お天気キャスター | 月                           | 火                           | 水                           | 木                           | 金                           | 月                           | 火                           | 水                           | 木                           | 金                           | 月         | 火         | 水         | 木         | 金         |
| --------- | ---------- | ---------- | ------------------- | ---------------- | ---------------------------- | ---------------------------- | ---------------------------- | ---------------------------- | ---------------------------- | ---------------------------- | ---------------------------- | ---------------------------- | ---------------------------- | ---------------------------- | ---------- | ---------- | ---------- | ---------- | ---------- |
| 2021.10.1 | 2021.12.28 | （不在）   | 千種ゆり子 山下佳織 | 嶺百花           | 篠原梨菜                     | 篠原梨菜                     | 篠原梨菜                     | 篠原梨菜                     | 篠原梨菜                     | 喜入友浩                     | 喜入友浩                     | 岩永優樹                     | 岩永優樹                     | 岩永優樹                     | けいちゃん | まなまる   | まなまる   | けいちゃん | まなまる   |
| 2022.1.4  | 2022.2.11  | （不在）   | 千種ゆり子 山下佳織 | 嶺百花           | 篠原梨菜                     | 篠原梨菜                     | 篠原梨菜                     | 篠原梨菜                     | 篠原梨菜                     | 喜入友浩                     | 喜入友浩                     | 岩永優樹                     | 岩永優樹                     | 岩永優樹                     | 高木里代子 | けいちゃん | まなまる   | まなまる   | けいちゃん |
| 2022.2.14 | 2022.4.1   | （不在）   | 千種ゆり子 山下佳織 | 嶺百花           | 篠原梨菜                     | 篠原梨菜                     | 篠原梨菜                     | 篠原梨菜                     | 篠原梨菜                     | 喜入友浩                     | 喜入友浩                     | （不在）                     | （不在）                     | （不在）                     | 高木里代子 | けいちゃん | まなまる   | まなまる   | けいちゃん |
| 2022.4.4  | 2022.9.23  | 増田雅昭   | 山下佳織            | 嶺百花           | 篠原梨菜                     | 篠原梨菜                     | 篠原梨菜                     | 篠原梨菜                     | 篠原梨菜                     | 喜入友浩                     | 喜入友浩                     | （不在）                     | （不在）                     | （不在）                     | 高木里代子 | けいちゃん | まなまる   | まなまる   | けいちゃん |
| 2022.9.26 | 2022.9.30  | 増田雅昭   | （不在）            | 嶺百花           | 篠原梨菜                     | 篠原梨菜                     | 篠原梨菜                     | 篠原梨菜                     | 篠原梨菜                     | 喜入友浩                     | 喜入友浩                     | （不在）                     | （不在）                     | （不在）                     | 高木里代子 | けいちゃん | まなまる   | まなまる   | けいちゃん |
| 2022.10.3 | 2022.12.28 | 増田雅昭   | （不在）            | 嶺百花           | 篠原梨菜                     | 篠原梨菜                     | 篠原梨菜                     | 篠原梨菜                     | 篠原梨菜                     | 喜入友浩                     | 喜入友浩                     | （不在）                     | （不在）                     | （不在）                     | 高木里代子 | けいちゃん | まなまる   | 高木里代子 | まなまる   |
| 2023.1.4  | 2023.3.31  | 増田雅昭   | （不在）            | 嶺百花           | 篠原梨菜                     | 篠原梨菜                     | 篠原梨菜                     | 篠原梨菜                     | 篠原梨菜                     | （不在）                     | （不在）                     | （不在）                     | （不在）                     | （不在）                     | 高木里代子 | けいちゃん | まなまる   | 高木里代子 | まなまる   |
| 2023.4.3  | 2024.3.29  | 増田雅昭   | （不在）            | （不在）         | 篠原梨菜                     | 篠原梨菜                     | 篠原梨菜                     | 篠原梨菜                     | 篠原梨菜                     | （不在）                     | （不在）                     | （不在）                     | （不在）                     | （不在）                     | 高木里代子 | けいちゃん | まなまる   | 高木里代子 | まなまる   |
| 2024.4.1  | 2024.12.27 | 増田雅昭   | （不在）            | （不在）         | 篠原梨菜                     | 篠原梨菜                     | 篠原梨菜                     | （不在）                     | （不在）                     | （不在）                     | （不在）                     | （不在）                     | 古田敬郷                     | 古田敬郷                     | 高木里代子 | けいちゃん | まなまる   | 高木里代子 | まなまる   |
| 2025.1.6  |            | 増田雅昭   | （不在）            | （不在）         | 篠原梨菜                     | 篠原梨菜                     | 篠原梨菜                     | （不在）                     | （不在）                     | （不在）                     | （不在）                     | （不在）                     | 古田敬郷                     | 古田敬郷                     | 週替わり   | けいちゃん | まなまる   | 週替わり   | まなまる   |

- 香川照之（金曜司会、俳優・歌舞伎役者、2021年10月1日 - 2022年8月26日[146]）[注 68]
- 梅澤美波（月曜日レギュラー、アイドル（乃木坂46）、2021年10月1日 - 2023年3月27日）[注 69][注 70][147]
- 新原泰佑（火曜日レギュラー、俳優、2021年10月5日 - 2022年6月28日）[148][149]
- 鈴木みな・まりあ（水曜日レギュラー、タレント、2021年10月6日 - 2022年6月29日）[150][151]
- 千種ゆり子（気象予報士、2021年10月1日 - 2022年4月1日）[23][152]
- 山下佳織（気象予報士、当時ウェザーマップ・生島企画室所属、現在NHK新潟放送局アナウンサー（2024年度 - ）[153]、2021年10月1日 - 2022年9月23日）[23][154]
- 野村彩也子（TBSテレビアナウンサー、2021年10月 - 2023年3月）[41][155] - 進行[木・金]（2021年10月 - 2022年9月）→進行[月・火]（2022年10月 - 2023年3月）[注 71]
- 齋藤慎太郎（進行[月 - 水]、TBSアナウンサー、2021年10月 - 2022年9月）[41][156]
- 高柳光希（進行[木]、TBSアナウンサー、2021年10月 - 2022年9月）[41][157]
- 喜入友浩（ニュース班 [B班]月・火、関東広域圏「列島リアルタイム中継」担当キャスター、TBSテレビアナウンサー、2021年10月1日 - 2022年12月27日）[注 72]
- 小笠原亘（関東広域圏「列島リアルタイム中継」担当キャスター、TBSテレビアナウンサー、2021年11月）
- 古野真也（宮城県「列島リアルタイム中継」リポーター、東北放送アナウンサー（当時）、2021年10月 - 2022年3月）[159] - 2022年10月から営業部異動に伴う降板。
- 望月麗奈（長野県「列島リアルタイム中継」リポーター、信越放送アナウンサー（当時）、2021年10月 - 2022年2月）[注 73][160] - SBCを退社したことに伴う降板。
- 廣瀬麗奈（岡山・香川県「列島リアルタイム中継」リポーター、RSK山陽放送アナウンサー（当時）、2021年10月 - 2022年3月） - RSKを退社した[161] ことに伴う降板。
- 宮脇憲一（福岡・佐賀県「列島リアルタイム中継」リポーター、RKB毎日放送アナウンサー、2021年10月 - 2022年3月） - 2022年3月28日から『タダイマ!』のMCへ就任したことに伴って同日以降の中継には出演していない。
- 久野大地（長野県「列島リアルタイム中継」リポーター、信越放送アナウンサー、2021年11月 - 2022年4月） - 2022年5月2日から『ずくだせテレビ』MCへ就任したことに伴って、同日以降の中継には出演していない。
- 兵藤遥陽、石橋弘崇（石川県「列島リアルタイム中継」リポーター、北陸放送アナウンサー、2021年10月 - 2022年4月）[162]
- 木岡真理奈（高知県「列島リアルタイム中継」リポーター、テレビ高知アナウンサー（当時）、2021年10月 - 2022年9月）
- 新名真愛（青森県「列島リアルタイム中継」リポーター、青森テレビアナウンサー（当時）、現在『TBS NEWS』キャスター、2021年10月 - 2023年3月）[163] - ATVを退社したことに伴う降板。
- 日下怜奈（北海道「列島リアルタイム中継」リポーター、北海道放送アナウンサー（当時）、現在は吉本興業所属のフリーアナウンサー、2021年10月 - 2023年6月） - HBCを退社したことに伴う降板。ただし、2022年6月を最後に中継には出演していなかった。
- 嶺百花（お天気キャスター、2021年10月 - 2023年3月31日） - 一般企業への就職に伴い、卒業[164]。卒業に関するアナウンスや本人の挨拶は翌週4月3日の6時のオープニングで説明された。その後、一般企業から2024年10月にテレビ東京にアナウンサーとして転職入社した[165]。
- 山口真奈（鹿児島県「列島リアルタイム中継」リポーター、南日本放送アナウンサー（当時）、2021年10月 - 2023年3月）[166]
- 澁谷祐太朗（宮崎県「列島リアルタイム中継」リポーター、宮崎放送アナウンサー、2021年10月 - 2023年4月）[167]
- 井上和樹（福島県「列島リアルタイム中継」リポーター、テレビユー福島アナウンサー、2021年10月 - 2023年3月）[注 43] - 2023年4月から平日夕方の『Nスタふくしま』と兼務で土曜夕方の『WITH!』MCへ就任したことに伴って同月以降の中継には出演していない。
- 武田伊央（福岡県・佐賀県「列島リアルタイム中継」リポーター、RKB毎日放送アナウンサー、2021年10月 - 2023年5月） - 担当期間中の2022年3月に、当時同僚だった佐藤巧（一度だけ「列島リアルタイム中継」にも出演）と結婚。佐藤がRKBからの退社を経てフリーアナウンサーへ転身した2023年に、第一子を懐妊した。降板の半年後（同年10月）から、RKBで産前産後休暇を取得中。
- 安達誠（山口県「列島リアルタイム中継」リポーター、テレビ山口アナウンサー（当時）、2023年9月のみ）
- 千葉真由佳（進行、フリーアナウンサー・TBSスパークル、2022年10月3日 - 2023年9月29日）[65]
- 中屋藍（岡山県・香川県「列島リアルタイム中継」リポーター、RSK山陽放送アナウンサー（当時）、2022年4月 - 2023年12月） - RSKを退社したことに伴う降板。
- 山﨑加奈（静岡県「列島リアルタイム中継」リポーター、静岡放送アナウンサー（当時）、2021年10月 - 2024年2月） - SBSを退社したことに伴う降板。
- 御手洗菜々（進行[木・金]、TBSアナウンサー、2023年9月 - 2024年2月）[66]
- 岸竜之介（長崎県「列島リアルタイム中継」リポーター、長崎放送アナウンサー、2021年10月 - 2024年3月）
- 杉澤眞優（岡山県・香川県、RSK山陽放送アナウンサー、2021年10月 - 2024年9月）[注 74]
- 平賀吏桜（高知県「列島リアルタイム中継」リポーター、テレビ高知アナウンサー（当時）、2022年10月 - 2024年10月） - KUTVを退社したことに伴う降板。
- 近江由佳（静岡県「列島リアルタイム中継」リポーター、静岡放送アナウンサー（当時）、2024年3月 - 2025年2月） - SBSを退社したことに伴う降板。
- 高木里代子（ピアノ演奏[月曜日→月・木曜日]、ジャズピアニスト[AMG]、2022年1月 - 2024年12月）[注 75][注 76]
- 松田好花（火曜日レギュラー、アイドル（日向坂46）、2022年10月4日 - 2025年3月25日）
- 一ノ瀬美空（月曜日レギュラー→水曜日レギュラー、アイドル（乃木坂46）、2023年4月3日 - 2025年3月26日）
- 浦野芽良（進行[木曜日→木・金曜日]、TBSアナウンサー、2024年7月 - 2025年3月）

#### 備考
歴代の中継キャスターには、アノンシスト賞（JNN・JRNの少なくとも一方に加盟する39局から優秀なアナウンサーを毎年表彰する制度）での受賞経験者も含まれている（当該項で詳述）。当番組が始まった2021年度の第47回「テレビ・フリートーク部門」では、MBCの岩崎が「列島リアルタイム中継」での中継リポート（2021年10月13日放送分）によって最優秀賞を受賞した。
TBSテレビ系列で1991年10月から毎年春・秋の番組改編期（春は3月末 - 4月上旬／秋は9月末 - 10月上旬）に1回ずつ放送されている『オールスター感謝祭』（TBS→TBSテレビの制作で土曜日の夜間 - 深夜帯に編成されている生放送のクイズ・バラエティ番組）には、放送開始から30周年（満60回）を迎えた2021年10月9日放送分（「2021年秋」）から『THE TIME,』が参加している。以下では、『感謝祭』放送時点での『THE TIME,』レギュラー陣による（クイズのスタジオ解答者や進行アシスタント以外での）出演例を示す。
- 「2021年秋」（2021年10月9日放送分）：宇賀神が『THE TIME,』を代表して「ミニマラソン30周年記念レース」（「赤坂5丁目ミニマラソン」の30周年記念企画として東京ドイツ村で開催）へ参加したほか、スポーツアナウンサーでもある杉山がレースの実況を担当。安住はピリオドクイズの出題VTRでDスタジオから登場した。
- 「2022年春」（2022年3月26日放送分）：この回からTBSテレビ系列の報道・情報系番組が本格的に参加できるようになったことを背景に、「列島リアルタイム中継」のキャスター陣から、CBCの若狭とMBSの福島が「JNN系列局×感謝祭　全国生中継クイズ」で出題を担当。若狭はオアシス21（名古屋市）の屋上、福島は東寺（京都市）からの中継に登場した。さらに、杉山が生中継の実況を担当する「東京ドイツ村ミニマラソン」には、HBCの日下、RCCの田村、itvの豊福が「THE TIME, 女子アナ」（スタート時間のハンディキャップ付きカテゴリー）のランナーとして出場した。
  - 「2020年秋」から東京ドイツ村内に特設された周回コースを5周することが完走の条件になっている「ミニマラソン」では、『SASUKE』に2年連続で出場した経験を持つ日下が序盤に快走。1周目では一時、全体のトップに立っていた。オアシス21からの生中継クイズにはスギちゃんとMr.シャチホコ（いずれも愛知県出身）、東寺からの生中継クイズには西川きよしと遠藤章造（ココリコのメンバーで大阪府出身）も出題に参加。
- 「2022年秋」（2022年10月1日放送分）：「列島リアルタイム中継」のキャスター陣から、MBSの福島、RBCの沖野、tbcの後藤が「JNN系列局×感謝祭　全国生中継クイズ」で出題を担当。さらに、杉山が生中継の実況を担当する「東京ドイツ村ミニマラソン」には、tysの原、RCCの渕上、RKBの武田が「THE TIME, 女子アナ」（スタート時間のハンディキャップ付きカテゴリー）のランナーとして出場した。
- 「2023年春」（2023年4月8日放送分）：「列島リアルタイム中継」のキャスター陣から、MBSの福島が「JNN系列局×感謝祭　全国生中継クイズ」で出題を担当。中継先はなんばグランド花月（大阪市中央区）のエントランスで、西川に加えて昴生（ミキ）とミルクボーイが出演した。この回から再開された「赤坂5丁目ミニマラソン」には、RCCの田村が2022年春の「東京ドイツ村ミニマラソン」に続いて参加。RKKの糸永とSBSの山﨑も初めて出場した[注 77]。レースの直前には、新旧のレギュラーアナウンサーから、TBSテレビでの社歴が（放送の時点で）3年目以下の小沢・高柳・佐々木・古田・吉村がコースの一部を実際に走りながらコースの紹介を分担している。
- 「2023年秋」（2023年10月14日放送分）：「列島リアルタイム中継」のキャスター陣から、CBCの若狭、TUTの小西、RBCの沖野が「赤坂5丁目ミニマラソン」へ出場。1周目の序盤では、小西が全体のトップに立っていた。レースの直前には、レギュラーアナウンサーの南後→吉村→古田→御手洗による実走リレー方式でコースを紹介。
- 「2024年春」（2024年4月6日放送分）：「列島リアルタイム中継」のキャスター陣から前回に続きTUTの小西、さらにMBSの福島とHBCの堀内が「赤坂5丁目ミニマラソン」へ出場。レースの直前には、レギュラーアナウンサーの南後→吉村→古田→御手洗による実走リレー方式でコースを紹介。さらに今回は本番組から初めてスタジオの出場者として、木曜レギュラーの松田里奈が参加した。
- 「2024年秋」（2024年10月5日放送分）：「列島リアルタイム中継」のキャスター陣から、MBSの福島、MROの谷川、OBSの甲斐が「赤坂5丁目ミニマラソン」へ出場。レースの直前には、レギュラーアナウンサーの御手洗→南後→吉村→古田→浦野による実走リレー方式でコースを紹介。さらに本番組からスタジオの出場者として、水曜レギュラーの一ノ瀬美空が参加した。

ちなみに、『オールスター感謝祭』の生放送には『（新・）情報7days ニュースキャスター』のレギュラー放送枠（22:00 - 23:24）も充てられるため、『感謝祭』の放送週には『ニュースキャスター』の放送を休止する。『THE TIME,』も『ニュースキャスター』も進行する安住は、『THE TIME,』の開始前から、基本として『感謝祭』の生放送パートに出演していない。

### 『THE TIME'』
| 月曜                         | 火曜              | 水曜                     | 木曜       | 金曜                                |
| 司会                         | 司会              | 司会                     | 司会       | 司会                                |
| ---------------------------- | ----------------- | ------------------------ | ---------- | ----------------------------------- |
| 杉山真也                     | 杉山真也          | 杉山真也                 | 小沢光葵   | 小沢光葵                            |
| 進行                         |                   |                          |            |                                     |
| 佐々木舞音                   | 佐々木舞音        | 佐々木舞音               | 吉村恵里子 | 吉村恵里子                          |
| 南後杏子                     | 南後杏子          | 南後杏子                 | 中谷恒幹   | 長尾翼 齋藤美雅（セント・フォース） |
| 中継リポーター「ニュース班」 |                   |                          |            |                                     |
| 篠原梨菜★☆                   | 篠原梨菜★☆        | 篠原梨菜★☆               | 古田敬郷   | 古田敬郷                            |
| ピアノ演奏                   |                   |                          |            |                                     |
| 週替わり                     | けいちゃん（BCS） | まなまる（フリーランス） | 週替わり   | まなまる（フリーランス）            |

スタジオへのレギュラー出演者が休演した場合の対応
- 2022年（令和4年）2月7日・8日（月曜日・火曜日）：『進行』の齋藤が休暇のため、7日は本来、木曜日に出演している高柳が、8日は本来、金曜日に出演している小沢が代行。

#### 過去の出演者
| 期間      | 期間      | 司会     | 司会     | 司会     | 司会     | 司会       | 進行                                      | 進行                             | 進行                             | 進行                             | 進行                             | 進行              | 進行              | 進行              | 進行     | 進行     |
| 期間      | 期間      | 司会     | 司会     | 司会     | 司会     | 司会       | 女性                                      | 女性                             | 女性                             | 女性                             | 女性                             | 男性              | 男性              | 男性              | 男性     | 男性     |
| 期間      | 期間      | 月       | 火       | 水       | 木       | 金         | 月                                        | 火                               | 水                               | 木                               | 金                               | 月                | 火                | 水                | 木       | 金       |
| --------- | --------- | -------- | -------- | -------- | -------- | ---------- | ----------------------------------------- | -------------------------------- | -------------------------------- | -------------------------------- | -------------------------------- | ----------------- | ----------------- | ----------------- | -------- | -------- |
| 2021.10.1 | 2022.9.23 | 杉山真也 | 杉山真也 | 杉山真也 | 杉山真也 | 杉山真也   | 佐々木舞音                                | 佐々木舞音                       | 佐々木舞音                       | 野村彩也子                       | 野村彩也子                       | 齋藤慎太郎        | 齋藤慎太郎        | 齋藤慎太郎        | 高柳光希 | 小沢光葵 |
| 2022.9.26 | 2022.9.30 | 杉山真也 | 杉山真也 | 杉山真也 | 杉山真也 | 杉山真也   | 佐々木舞音                                | 佐々木舞音                       | 佐々木舞音                       | 野村彩也子                       | 野村彩也子                       | 小沢光葵 高柳光希 | 小沢光葵 高柳光希 | 小沢光葵 高柳光希 | 高柳光希 | 小沢光葵 |
| 2022.10.3 | 2023.3.31 | 杉山真也 | 杉山真也 | 杉山真也 | 杉山真也 | 杉山真也   | 千葉真由佳 野村彩也子 吉村恵里子          | 千葉真由佳 野村彩也子 吉村恵里子 | 千葉真由佳 佐々木舞音 吉村恵里子 | 千葉真由佳 佐々木舞音 吉村恵里子 | 千葉真由佳 宇賀神メグ            | （不在）          | （不在）          | （不在）          | （不在） | 古田敬郷 |
| 2023.4.3  | 2023.9.1  | 杉山真也 | 杉山真也 | 杉山真也 | 杉山真也 | 杉山真也   | 千葉真由佳 佐々木舞音 吉村恵里子          | 千葉真由佳 佐々木舞音 吉村恵里子 | 千葉真由佳 佐々木舞音 吉村恵里子 | 千葉真由佳 佐々木舞音            | 千葉真由佳 宇賀神メグ            | （不在）          | （不在）          | （不在）          | 古田敬郷 | 古田敬郷 |
| 2023.9.4  | 2023.9.29 | 杉山真也 | 杉山真也 | 杉山真也 | 杉山真也 | 杉山真也   | 千葉真由佳 佐々木舞音 吉村恵里子 南後杏子 | 千葉真由佳 佐々木舞音 吉村恵里子 | 千葉真由佳 佐々木舞音 吉村恵里子 | 千葉真由佳 佐々木舞音 御手洗菜々 | 千葉真由佳 宇賀神メグ            | （不在）          | （不在）          | （不在）          | 古田敬郷 | 古田敬郷 |
| 2023.10.2 | 2024.3.29 | 杉山真也 | 杉山真也 | 杉山真也 | 杉山真也 | 杉山真也   | 佐々木舞音 吉村恵里子 南後杏子            | 佐々木舞音 吉村恵里子 南後杏子   | 佐々木舞音 吉村恵里子 南後杏子   | 佐々木舞音 吉村恵里子 御手洗菜々 | 宇賀神メグ 吉村恵里子 御手洗菜々 | （不在）          | （不在）          | （不在）          | （不在） | 古田敬郷 |
| 2024.4.1  | 2024.6.30 | 杉山真也 | 杉山真也 | 杉山真也 | 杉山真也 | 宇賀神メグ | 佐々木舞音 吉村恵里子 南後杏子            | 佐々木舞音 吉村恵里子 南後杏子   | 佐々木舞音 吉村恵里子 南後杏子   | 佐々木舞音 吉村恵里子            | 吉村恵里子                       | （不在）          | （不在）          | （不在）          | 小沢光葵 | 小沢光葵 |
| 2024.7.1  | 2024.9.30 | 杉山真也 | 杉山真也 | 杉山真也 | 杉山真也 | 宇賀神メグ | 佐々木舞音 吉村恵里子 南後杏子            | 佐々木舞音 吉村恵里子 南後杏子   | 佐々木舞音 吉村恵里子 南後杏子   | 佐々木舞音 吉村恵里子 浦野芽良   | 吉村恵里子                       | （不在）          | （不在）          | （不在）          | 小沢光葵 | 小沢光葵 |
| 2024.10.1 | 2025.3.28 | 杉山真也 | 杉山真也 | 杉山真也 | 杉山真也 | 宇賀神メグ | 佐々木舞音 南後杏子                       | 佐々木舞音 南後杏子              | 佐々木舞音 南後杏子              | 吉村恵里子 浦野芽良              | 吉村恵里子 浦野芽良              | （不在）          | （不在）          | （不在）          | （不在） | 小沢光葵 |
| 2025.3.31 | 現在      | 杉山真也 | 杉山真也 | 杉山真也 | 小沢光葵 | 小沢光葵   | 佐々木舞音 南後杏子                       | 佐々木舞音 南後杏子              | 佐々木舞音 南後杏子              | 吉村恵里子                       | 吉村恵里子 齋藤美雅              | （不在）          | （不在）          | （不在）          | 中谷恒幹 | 長尾翼   |

備考
- 2021年入社の小沢・佐々木・高柳にとっては、『THE TIME'』と『THE TIME,』が入社後初めてのレギュラー番組[41]となる。
- 篠原と喜入は、当番組開始前の2021年8月22日に、番組内企画の一環で第56回気象予報士試験（令和3年第1回試験）を受験した。結果は当番組の初日（10月1日）に発表されていたが、当番組では、月曜日初回（4日）の放送中（5:30）に発表するまで2人に伏せていた。この試験では喜入が全3科目のうち1科目で合格しただけにとどまったが、篠原と共に、2022年以降も年2回開催の試験に挑むことを表明している。
- 2022年9月23日まで、TIMEの天気は、慶應義塾大学の学生でもある山下[注 80]がスタジオから伝えていた[注 81]。
- 千葉は2022年9月までは前時間帯の『TBS NEWS』でキャスターを務めていた[170]。
- 2022年1月24日（月曜日）放送分からは、『THE TIME,』と同様の事情で、スタジオの分散運用体制を暫定的に導入。Dスタジオから生放送へ同時に出演できる人数を通常時から減らすとともに、進行キャスターのうち1名をFスタジオからリモート方式で出演させている。

## 主な企画・コーナー
「　」内は放送上のタイトル。データ放送では、生年月日とニックネームをあらかじめ登録した視聴者に向けて、ゲッターズ飯田の五星三心占いによる「今日の運勢」を『THE TIME,』放送中の7:00ちょうどに配信している。

### 『THE TIME,』『THE TIME'』の両方で放送されるコーナー
- 「TIMEの天気」
  - 4:45頃・5:15頃・5:25頃・6:00・6:30（ローカル枠）・7:00・7:30・7:55頃（ローカル枠）に放送。最新の気象情報を精査し、独自の天気予報を詳しく伝える[注 82]。『TIME'』は大型モニターの前からアナウンサーが、『TIME,』では増田が6:00と7:00はスタジオから、それ以外の時間はサカス広場からの中継となる。6:30のローカル枠は関東では増田と曜日レギュラー（月曜は南後、金曜は吉村）が天気を伝え、最後に交通情報（首都圏の鉄道各線の運行状況、バックは東京駅の情報カメラ）が入る。交通情報は火 - 木は曜日レギュラー、月曜は南後、金曜は吉村が読み上げる。7:30はリニューアル当初は増田が単独で担当していたが、2024年4月からは月 - 水は南後、木曜は吉村が加わった。構成も7:30の時報後に短く天気を伝えた後に一旦CMを挟んでから本編に入るようになった（東北放送はこのCM入りで飛び降り）。
- 「けさの1曲」[注 83]
  - 放送中にピアノで演奏して欲しい楽曲のリクエスト企画。『THE TIME'』では4:45頃、『THE TIME,』では2024年1月8日から7:58頃に放送。放送開始から2021年の放送開始から2022年4月1日までは7:45頃に、2022年4月4日から2023年9月29日までは7:58頃、2023年10月2日から2024年1月5日までは7:55頃に放送されていた。1行当たりの文字数が最大でも9文字に限られるテレビ番組表で『THE TIME'』の放送概要を示す場合、このコーナーにちなんで「生ピアノでおめざめを」のフレーズを用いることがある。そのときのピアニストによってはキャラクターのモノマネをしながら演奏することもある。
  - 2023年4月3日よりピアノがカシオ計算機製造の2代目の機材に変更された。これに伴い、スタッフロールに「ピアノ協力」としてカシオのクレジットが入るようになった。
- 「中継」
  - 「TIME'」では5:18頃に、『TIME,』では大きなニュースや速報がない限り5:55頃に後述の早朝グルメを、7:00に都内の駅前から放送[注 84]。有事発生の際はその現場に赴き中継する他、関東エリア以外から中継する場合もある。2022年12月まで、篠原と喜入の2人が出演していた月・火曜日は、篠原を「A班」喜入を「B班」と称して、別々の場所から中継に出演した。両者を含む「中継」のメンバーは、生中継やロケ映像に出演する際に青色のジャンパー[注 85]を着用している[注 86][注 87]。2022年4月からの『TIME'』では、篠原は「早朝グルメ中継[注 88]」として、主に都内各所から中継している。同年12月までは喜入も「早朝散歩中継」として、都内各所から中継していた篠原の早朝グルメのBGMには「銀河鉄道999」が使用されている。喜入の早朝散歩のBGMには「風に吹かれて」が使用されていた。
- 「目覚めのいい音（ね）」
  - 日本各地の、朝の情景や料理を作りあげる工程などを、杉山または江藤（原則1週ずつ交代）のナレーションとともにBGM無しのASMRを促す形式で放送する。
  - 『THE TIME'』では5:18頃[注 89]、前日（月曜日は前の週の金曜日）の『THE TIME,』での放送分を再放送している。2023年7月から「目覚めのいい音（ね）Repeat」のタイトルになった。
  - 2023年8月1日放送分から、ラジオクラウド・ポッドキャスト（Spotifyなど）による配信を放送後にスタート。それ以前の回についても一部配信されている。配信は番組本編とは違い音声のみで、映像は流れない。
  - 『THE TIME,』では2021年10月25日から6:08頃に放送されていたが、2023年8月をもって終了し、同時に新規収録分の放送も終了した（『TIME'』内の「Repeat」のみ継続）。
- 「時報」
  - 『みのもんたの朝ズバッ!』以来となるキャラクターによるタイムコール。基本として4:30、5:00、5:20、6:00、6:30（関東ローカル）、7:00、7:30に挿入される。非常時・緊急時を除き、直前のコーナーが正時をまたいだ場合にもそのコーナーが終了したタイミングで必ず放送される（2023年10月のリニューアル以降、正時をまたぐことはほぼ無くなった）。
  - 番組オリジナルキャラクター「シマエナガちゃん」（声 - 齋藤彩夏[171][172]、人間に換算して10歳の小学生の男の子）、「パパエナガさん」（声 - 沼田祐介、人間に換算して32歳）、「ママエナガさん」（声 - 津村まこと、人間に換算して30歳）、「チビエナガちゃん」（声 - 齋藤彩夏、人間に換算して3歳の女の子）からなる「シマエナガちゃん一家」が登場し、時刻を伝える。ちなみに、シマエナガはエナガ（鳥綱スズメ目エナガ科エナガ属に分類される鳥類）の一種で、安住の出身地である北海道内にしか生息していない[173]。シマエナガちゃん達は一家揃って歌が大好きで、ひょんな事から安住のカバンに入り込んで上京。安住から日本中に時間を知らせる仕事をもらい今はDスタジオに住んでいる設定[174][175]。
  - 4:30の時報は当初無かったが2022年11月7日から新たに追加された。その2日後の2022年11月9日からは5:20にもシマエナガちゃんとチビエナガの時報が追加された。情報カメラをバックに時刻が大きく表記されたテロップと共にシマエナガちゃんが画面上に登場し（5:20ではチビエナガも登場）一言述べる。
  - 5:00の時報では、情報カメラをバックに時刻が大きく表記されたテロップと共にパパエナガさんとママエナガさんが画面上に登場し、一言述べる。
  - 2021年10月22日放送分まで放送されていた6:00の時報では、安住／香川が『シマエナガちゃん〜』と呼ぶか『時刻はまもなく6時です』と言った後、「TIME LABO」の横に設置されたシマエナガちゃん一家が暮らす家（通称「シマエナガハウス」）のミニチュア模型にアングルが切り替わり「パパエナガさん」が『安住氏／香川さんが呼んでるぞ〜!』と言ってからシマエナガちゃんが家の扉から飛び出すアニメーションを流し、『あずみ〜!／香川さんおっはよう〜![注 90]』などと言って時報を伝えていた。
  - 2023年10月2日放送分から復活した6:00の時報では、5:58前後からの安住の挨拶の後、6:00になると番組タイトルロゴのCGの後にシマエナガハウスからシマエナガちゃんが登場し、『おっはよう〜!6:00!6:00!』と言い、天気へと続く。
  - 2021年10月22日放送分まで放送されていた6:30の時報は、シマエナガハウスの中でテーブルを囲んだり体操をしたりするシマエナガちゃん一家のアニメーションの後にファミリーの誰かが出てきて時報を伝えていた。
  - 2023年10月2日放送分から復活した6:30の時報では、ローカル枠へ降りる転換CGの後、シマエナガちゃんが出て『6:30!6:30!』と言い（ここから関東のみの放送）、関東の天気へと続く。
  - 7:00の時報では、シマエナガハウスからシマエナガちゃんが登場し、『おっはよう〜!7:00!7:00!』と言い、マンスリーレギュラー／曜日レギュラー／宇賀神による「おはようございます。時刻は7時になりました。」、次いで安住／杉山による「いってみよう!」の掛け声を合図にその他の一家全員も飛び出す演出が行われ、同時に番組オリジナル曲の「7時のうた〜きょうもいい日に〜」が流れる。曲には振付師のakaneが振り付けを担当した「シマエナガダンス」と呼ぶ簡単なダンスがあり、杉山・ピアノ演奏担当を除くスタジオ出演者は、シマエナガちゃん一家と一緒に歌って踊る。5:50までの出演者も、毎日1名が参加しており、金曜日は杉山も一緒に歌って踊る[注 91]。「シマエナガダンス」の振付は番組公式SNSアカウント（Twitter・TikTok・Instagram）で公開されている。この曲は7:00の時報に加え、エンディングテーマ曲としても使われている。
    - 安住によれば、午前中の生放送番組で出演者が人形や着ぐるみなどのキャラクターと一緒に歌う企画がレギュラーで組まれることは、NHK Eテレ以外のテレビ局では皆無とされる[176]。
    - ネット各局の公式SNSアカウントでも、ステーションキャラクター（毎日放送の場合には「らいよんチャン」）の着ぐるみや「列島リアルタイム中継」「エリア情報」の担当アナウンサーが「シマエナガダンス」を踊る動画が相次いで公開されている。2021年12月には、上記のアナウンサーや着ぐるみが「シマエナガちゃん人形」と「シマエナガダンス」を踊るネット各局（ローカル）向け番組PR映像を当番組のスタジオセットで一斉に収録[注 92]。収録した映像は、当該局のスポットCM枠などで順次放送されている。
    - 2022年2月1日の放送から、視聴者投稿による踊ってみた動画と一緒に放送されている。
    - 2023年5月4日は事前に番組で告知したのを受けてサカス広場に集まった一般視聴者の子供・保護者と共にダンスを踊った。安住・松田里奈・千葉・佐々木・古田も外に出て一緒に踊った他、この日は「7時のうた」を2回歌って踊った。この日は通常よりやや早い6:57から放送し7:00までは千葉・佐々木・古田が観衆から数名にインタビューを行った他、終了後には数組に分けてDスタジオの見学に招待した。

  - 7:30の時報では、シマエナガハウスからシマエナガちゃんだけが飛び出して、その日の記念日や季節に合わせたやり取りを安住[注 93]／杉山とする。最後は安住／杉山からの受け答えに一言返したり「じゃあねー!」などと言って家の中に引っ込んでいく。このやり取りは、番組公式のInstagramやTikTokでも配信されている。その日の構成によっては割愛される場合もある。番組開始から暫くすると進行が押してしまい、7:30を過ぎているのに7:30とアナウンスする状態になっていた。程なく放送時点の時刻をアナウンスするようになったが、時間通りではなくなった事で「7:30の時報」としての意味は成立せず、一つのタイムコール扱いとなる状況が続いていた。2023年10月のリニューアルで各時間帯の時報の放送時間を「確定タイム」とさせるようになってからは、この時報も7:31になるまでには放送されるよう改善されている。
    - 2022年2月10日の放送では理由は不明だがシマエナガちゃんが出てこず[注 94]、安住に「サボタージュ」と表現された。週明けの14日は安住からそのことを突っ込まれたシマエナガちゃんが無言で家に戻った。15日はこの話を蒸し返した安住に対し、シマエナガちゃんが無言で家に戻った後にパパエナガさんとママエナガさんが代わりに飛び出し、安住は困惑しながら「いや、親が出てくるほど揉めてません…」と返答するやり取りがあった。
    - これ以降、ごくまれに7:30の時報ポイントでもシマエナガハウスから一家がそろって登場することがある[注 95]。
    - 2022年10月25日の放送では、舞台『ショウ・マスト・ゴー・オン』の宣伝のために出演した脚本家・三谷幸喜がシマエナガちゃんの声を乗っ取る形で登場し『情報7daysニュースキャスター』で共演している安住への三谷の不満を代読する演出をした[178]。
    - 安住が休暇中だった2022年10月31日の放送では不在時にやり取りしている杉山ではなく、次枠番組『ラヴィット!』の本番前にTBSのSDGs企画のためにDスタジオを訪ねていた『ラヴィット!』MCの川島明（麒麟）とシマエナガちゃんがやり取りした。その際の流れから7時台の「けさの一曲」が川島のリクエストとなった。
    - これ以後、番宣ゲストが登場する際はシマエナガちゃんとやり取りする事になった。
    - 6:15、6:30[注 96]、6:45、7:15、7:45には時刻を記したプラカードを持ったシマエナガちゃんのアニメーションが画面右下に挿入されている。2021年10月22日までは、小見出しテロップの左隣[注 97]に表示されていた。2023年1月4日以降は、7:30にも挿入されている[注 98]。
    - 毎月第4木曜日の「出張!安住が行く」を放送する時は杉山とのやり取りは無く、シマエナガちゃんが時間を言った後に、「今日の天気を教えてー!」と言っている（2023年9月まではローカル枠の関東の天気で冒頭にこのセリフを言っていた）。2023年9月まではすぐ出張中継に入っていたためセリフは「中継企画行ってみよう!」だった。
    - 2023年5月22日の放送では、シマエナガちゃんが寝ていて出てこず、安住に起こされて「やっちまった〜!」と慌てて飛び出し時刻を伝えた後「二度寝には、お気をつけ〜!」と呼び掛けた。
    - 2023年6月8日の放送では、シマエナガちゃんが出てくる扉の右半分が故障して閉じなくなるハプニングが発生し、安住がそっと閉めていた。6月9日の放送でも引き続き扉は故障したまま、シマエナガちゃんが戻っても半開き状態となるハプニングが発生し、杉山に閉めてもらっていた。扉はその日のうちに修理された。2023年7月3日の放送でも右半分の扉が閉まらないことがあったが（安住が慣れていたかのようにそっと閉めていた）、翌日の放送までに修理された。
    - 2023年12月28日の放送は「列島名産プレゼント中継」を当該時間をまたぐ形で放送することとなり、CBCテレビの中継先（名古屋市）と中継を繋いだ途中で時報をまたいだ。その名古屋の中継先に出演したゲストはラジオの『安住紳一郎の日曜天国』を通じて交流が始まった通称「白鷺の姉御」の女性で、若狭曰く「演出を知らず自身に話しかけていると思った」としてシマエナガとの会話中も安住に返答していた。
    - 2024年1月10日の放送では、シマエナガちゃんが「アズミから、お年玉もらってないんだけど!」と怒りを表し、「今日はここから動かないぞ」と発言。結局この日のシマエナガちゃんはシマエナガハウスの中に戻ることはなく、その後の「TIMEマーケティング部」でもシマエナガハウスから出たまま進行される異例の展開となった。
    - 2024年11月1日の放送では杉山が休暇中だったため、番組開始以来初めて江藤とのやりとりが実現。進行の女性アナウンサーがシマエナガちゃんと直接会話したのもこの回が初めてだった。
- 「ニュース関心度ランキング」
  - 『THE TIME'』では5:10頃、『THE TIME,』では7:03頃に放送される[注 99]。
  - 関心の高いニュースを選ぶアンケート調査を番組公式LINE登録者を対象として行い、結果をランキング形式で発表した後、番組が注目した項目を伝える。
  - アンケートは予め番組側がピックアップした15項目のニュースから選択し、コメントを寄せる形式である。アンケートは翌日に放送がない場合を除き、日曜日から木曜日の夜19時から21時の間に受け付けており、回答者はオリジナルグッズ（「出張!安住が行く」の翌週はその月の中継地のお土産）が抽選で当たる懸賞に応募することが出来る。2023年10月8日（日曜日）のアンケートからはポイント制度が導入され、一回参加するとポイントが無条件で付与され、そのポイントを貯めた数で参加できる懸賞のグッズが変わる。
  - ランキング発表時には、視聴者からのコメントも読み上げられる。
  - 放送内容がアンケート結果によるため、前述のとおり、前日19時以降のニュースは取り上げない。ただし、2023年10月からは7時台の放送後に「関心度プラス」としてストレートニュースや9月まで水曜日7時台後半に放送していた特集企画も伝えるようになった。
  - 2022年9月30日までは「世間のニュース関心調査トップ10」として放送された。

### 『THE TIME'』で放送されるコーナー
- 「オープニング」
  - 『おはようユニバース』のイントロと情報カメラの映像をバックにシマエナガちゃんが登場し、時報が流れた後（2022年9月までは「銀河鉄道999」のピアノ演奏と共に）ピアノスタンドのピンスポットから徐々にスタジオの照明が明るくなり、キャスター陣が挨拶[注 100]する。
- 「NEWSダッシュ」
  - ストレートニュース形式で伝えるニュースコーナー。4:33頃と5:01頃に放送。
  - 当コーナーを含めたニュースコーナー以外の時間帯の一部では、「LIVE NEWS」と称したヘッドラインニュースを流すティッカーが随時表示される。
- 「TIMEレポート」
  - 生活情報を中心に取り上げる特集コーナー。本番組キャスターによる当番組独自のリポートを随時放送する一方で、『Nスタ』などTBSテレビが制作する他の報道・情報番組で放送済みの特集の再編集映像が用いられることもある。

### 『THE TIME,』で放送されるコーナー
スタジオからの生放送と生中継を中心に構成している関係で、コーナーの放送時間が当初の予定より前後することがあるため、記載時刻はあくまでも目安である。
- 「オープニング」
  - 5:20と6:00の2回設定されている。通常編成では6:00から飛び乗る局は存在しないが、月 - 木はどちらのオープニングでも安住から「おはようございます」と挨拶が入る。
  - 5:20のオープニングでは、番組のテーマソングと情報カメラの映像をバックに時報が流れた後、2枚のモニターの前（2023年9月29日放送分までは「TIME LABO」前）に並んだアナウンサー陣が「おはようございます」と挨拶し、次いで安住／江藤が「◯月◯日◯曜日、時刻は5時20分です。今朝のお目覚めはいかがでしょうか。『THE TIME,』今日も朝8時まで私達がお伝えします。」と述べる。その後杉山がニュースを2項目伝えてから「脳シャキクイズ」に入る。2022年9月30日までは「銀河鉄道999」（ゴダイゴ）のピアノ伴奏を交えながら、安住・江藤（2022年8月までは香川）が挨拶していた（コロナ対策によるリモート時はFスタジオから安住が挨拶した後にDスタジオのキャスターに繋いでいた）。
  - 2022年1月21日放送分までは、安住・香川が挨拶の後に引き続き5:50まで出演する『THE TIME'』の担当者を含む当日担当の進行キャスターを紹介していた。同年4月8日放送分までは「TIME LABO」の前に設置された番組ロゴのオブジェから「'」の部分を取り外して上から下に移動させて『THE TIME'』から『THE TIME,』切り替わったことを説明していた。前述した新型コロナウイルス感染防止対策に入った2022年1月24日からは進行キャスターの杉山が取り外し・移動を担当していた。
  - 2023年10月2日以降の月曜日から木曜日の6:00のオープニングでは、5:59になるとシマエナガハウス横にいる安住にカメラが切り替わり、「おはようございます、今朝のお目覚めいががでしょうか。（〇月〇日〇曜日です）」と挨拶（この時に安住の名前テロップを表示）した後におよそ1分間、その日取り上げる話題などからフリートークを行う。2023年10月9日からはトーク中に6時の時報までのカウントダウンが表示されるようになった。安住の「（時刻は間もなく6:00になります。）『THE TIME,』スタートです!」（カッコ内は割愛する場合もある）の一言でカウントが0になり6:00を迎えると同時にタイトルCGと共に情報カメラの映像が挿入され、10秒後にはシマエナガハウスからシマエナガちゃんが登場して6:00となったことを伝える（リニューアル直後は時報とタイトルの順序が逆であったり情報カメラでは無く安住がスタジオ内を移動する様子が流れた日もあった）。2024年1月4日の放送ではこの時間に安住から結婚報告が行われた。金曜日はこのパート自体が割愛されて「全力TIMEライン」のヘッドラインから江藤の「時刻は間もなく6:00。THE TIMEスタートです」の言葉の後にタイトル、時報・天気コーナーに繋がる。
  - 2023年9月29日放送分までの月曜から木曜の6:00のオープニングでは、「おはようユニバース」（2022年9月までと2023年2月21日[179]は「銀河鉄道999 〜シン・ミックス〜」（ゴダイゴ））[注 101]をBGMに安住が「TIMEスタンド」の上にある展望台風のスペースへ登場し、同時に画面下部には6:00と時刻が大きく表記された水色のテロップ、次いで画面右上に放送当日の日付が記されているカレンダーを模したテロップ[注 102]が表示される。次いで視聴者への挨拶と共にその日取り上げる話題などからフリートークを展開した後、「『THE TIME,』 スタートです!」とタイトルコールを入れる[注 103][注 104]。このタイトルコールを合図にタイトルCGが挿入されて画面が情報カメラの映像に切り替わり、番組のロゴ[注 105]が画面中央に大きく表示される。最後に紹介を兼ねて曜日レギュラーと挨拶・トーク[注 106]を行い、安住は大型モニター前へ移動し、予め待機していた宇賀神／江藤とも掛け合いを行いながら「ニッポンの空がみえる!」に入る。香川が出演していた2022年8月までは金曜日も同様であった。
  - 後述する「出張!安住が行く」が放送される第4木曜日は、6時の時報の後に中継先から安住が挨拶・トークをした後、タイトルを挟んでスタジオからの天気コーナーに移る。第4木曜日以外でも2024年2月6日（火曜日）は、前日から関東地方で大雪が降った事に伴い、安住がTBS放送センター近くの青山通りからリポートを兼ねてオープニングトークを行ったため、この流れでオープニングが放送された。
  - 2022年9月からの金曜日はこれらの演出は一切行われなくなり、6:00になると同時にタイトルCGが挿入され、直前のニュースVTRから情報カメラに切り替わるようになった。その後、江藤が手短に挨拶（杉谷が出演する日は挨拶の後に杉谷を紹介）をしてすぐに「ニッポンの空がみえる!」に入る。
  - 司会者が休暇等で番組に出演しない場合、6:00のオープニングは割愛されて金曜日に準じた構成となり、挨拶の後すぐに「ニッポンの空がみえる!」を放送する。
  - 2023年4月4日の6:00のオープニングではChatGPTを紹介し、実際にChatGPTに代筆させた原稿を安住が読み上げた[180]。
  - 2023年から毎年1月10日はこの時間に西宮神社の福男選びを中継している。いずれもゴール後にタイトルCGを挿入しているため、2023年はタイトルコールとフリートーク、2024年は時報が割愛された。
- 「早朝グルメLIVE中継」
  - 5:55頃に放送（2023年10月2日から）[注 107]。首都圏の24時間営業の飲食店などで提供される人気メニューを食すコーナー。月 - 水曜日は篠原、木・金曜日は古田が担当[注 108]。篠原・古田が休暇等で休演の場合は、コーナー自体を休止するか、代演者がいれば代演者が担当する場合もある。
  - 本番組の放送が無い元日に放送される『ニューイヤー駅伝』では、2023年・2024年に中継担当として篠原が群馬県内にいた事もあり、本コーナーの派生企画が行われ、ご当地グルメを紹介している。
  - 2022年3月から、毎週水曜日は「ラーメンの日」と題し、人気ラーメンを紹介。
    - 2022年9月7日（水曜日）の放送では、当時このコーナーがあった『THE TIME'』の放送時間内にはラーメンが届かなくなり間に合わず、後続の『THE TIME,』のオープニングにて安住から呼び掛けられる形で展開。番組史上初めて同コーナーのおかわり中継となった[181]。
    - 2022年11月11日・2023年11月10日は、共に金曜日だったが、その週に開催・放送の三井住友VISA太平洋マスターズの開催地・御殿場から、同時開催の御殿場ラーメンフェスタのラーメンを紹介した。
    - 2023年1月25日（水曜日）の放送では、篠原が体調不良で休演しコーナーも休止し、26日（木曜日）が「ラーメンの日」になった。

  - 2022年11月25日（金曜日）の放送では、篠原・佐々木が中継所実況で出演する同月27日（日曜日）開催・放送のクイーンズ駅伝の開催地・仙台の名物「牛タン」を紹介したが、仙台を含む宮城県の東北放送では放送されなかった[注 109]。
  - 2023年5月18日（木曜日）の放送では、篠原が健康診断のため、お店の常連客が代演した。
  - 2023年6月14日（水曜日） - 16日（金曜日）・19日（月曜日）の放送では、篠原が体調不良で休演し、代演で出演した古田（14日・16日）と吉村（15日・19日）が、篠原以外の出演者で初めてこのコーナーを担当した。
  - 2023年11月24日（金曜日）の放送では、前年と同じく、篠原・佐々木が中継所実況で出演する同月26日（日曜日）開催・放送のクイーンズ駅伝の開催地・仙台の名物「牛タン」を紹介した。
  - 中継した店舗には篠原のイラストが描かれた番組オリジナルステッカーを謝礼のノベルティとして贈っている（安住のイラストも描かれている[注 110]が、イラストの番組名は『TIME'』になっている）。
- 「TIMENEWS」
  - 5:35頃に放送されるニュースコーナー。当日の『TIME'』担当キャスターが伝える。
- 「TIMEカルチャー」
  - 最新のカルチャー情報コーナー。5:48頃に放送。吉村が担当。2023年9月までのタイトルは「TIMEエンタメ」。
- 「TIME, SPORTS」
  - 5:40頃に放送されるスポーツニュースコーナー。佐々木（月 - 木）／古田（金）が担当。
- 「お目覚め!脳シャキクイズ」
  - 5:23頃に放送。『あさチャン!』のエンディング間際（7:53 - 7:57頃）に組み込まれていた「脳シャキ!30秒クイズ」を事実上継承した脳トレクイズコーナー。当番組ではオープニングに続いて放送される。CMをはさんで正解を発表する構成も「脳シャキ!30秒クイズ」から引き継いでいる。
  - 『あさチャン!』では当日のサブキャスター（篠原・宇賀神）が進行していたが、「お目覚め!脳シャキクイズ」では開始当初の1年間は当日の『THE TIME'』進行キャスターが担当。2022年10月からは、リニューアル後の初回と次の回のみ野村が担当したが、それ以降進行役自体が置かれなくなった。
  - 答えは全員が分かった段階で声を合わせて口答するが、その前にキャスター（特に杉山）が答えをうっかり口に出してしまったり、CMが明けてもなかなか正解が分からないといった場面もよく見られる。
- 「全力TIMEライン」
  - 「けさ知っておきたい!厳選○ニュース」、「TIME, SPORTS」、「TIME, TODAY」を統合し、2023年10月2日より5:57から1時間にわたって放送。ニュース、スポーツ、ライフニュース（生活に関わる話題）、芸能エンタメ、天気など多岐にわたる情報をテンポ良く伝える。ニュースは安住、宇賀神（月 - 水曜）・江藤（木 - 金曜）、杉山（金曜・第4木曜日ならびに安住休暇時）が伝える。スポーツは月 - 木曜は杉山と佐々木、金曜は小沢と宇賀神が、ライフニュースは安住、江藤、杉山（金曜のみ）とマンスリーレギュラー／曜日レギュラー／宇賀神が、カルチャーは吉村とマンスリーレギュラー／曜日レギュラー／宇賀神が伝える。
  - 5:59までは各キャスターがリレーでヘッドラインを伝える。通常は安住（不在時は杉山）・江藤の前振りの後に杉山がニュース、次いで宇賀神or江藤がライブニュース、佐々木or小沢がスポーツ、最後に吉村がカルチャーの順でリレーし、金曜および安住休暇時は最後に江藤（木 - 金曜）か杉山（月 - 水曜）が「時刻は間も無く6時になります。（『THE TIME,』 スタートです!）」と発してタイトル・時報に移る。通常編成時にここから飛び乗る局は存在しないが2023年10月5日からはヘッドライン部分で各キャスターの名前テロップを表示するようになり、同月末からはヘッドライン冒頭で安住・江藤が「おはようございます」と挨拶するようになった。
  - スポーツは6:10頃、ライフ&カルチャーは6:40頃から、天気は6:00、それ以外はニュースとなる。
  - 途中で5:58にオープニング、6:30と6:50頃にローカル枠を挟む。関東では6:30は前述の天気、6:50頃は「けさのニュースできるだけ」を放送する。
  - ライフニュースは当初芸能エンタメと合わせて伝えていたが、2024年4月から独立。それと共に新たに「ライブリポーター」と呼ばれる若手の女性タレントを数名起用し、トレンドスポットや話題の商品を取材したVTRが放送される（スタジオ出演は一切しておらず、安住ら出演者とも共演していない）。当初は曜日レギュラーは全国ネットパートではこのコーナーから出演するため冒頭で安住から改めて紹介・挨拶があったが、2024年5月に廃止された。曜日レギュラーがVTRの原稿読みも担当し、スタジオでは安住ら出演者との掛け合いを交えながらVTRで取り上げた商品の現物を入手して紹介する。
  - マンスリーレギュラー初日の第1月曜日はライフニュースの冒頭に紹介を兼ねて安住との短いトークを行う。
  - 芸能エンタメはコーナーの一番最後に置かれ、「7時までできるだけエンタメ」として放送。
- 「全国!中高生ニュース」（6:50頃[注 111]）
  - 2021年12月8日に開始。全国の学校から中高生たちがアナウンサー・スタッフとなって地元やその学校のニュースを伝える企画[注 112]。
  - 2022年3月18日までは「中高生アナが現地レポート 全国ご当地ニュース!」だった。
  - 中国放送はこのコーナーのフォーマットを流用した「RCC SCHOOL 広島!中高生ニュース」も独自で制作し、広島東洋カープのシーズンオフ期間は毎日、日南・沖縄キャンプ、オープン戦、公式戦期間中は前日に練習や試合が無かった場合（おおむね火曜日）に放送する。このため広島県では6時台ではローカル版と全国版、2つの中高生ニュースが放送される。独立番組として土日の午後などにも放送される場合もある。
  - 2023年9月27日までは6:50頃に放送。28日から「けさのトピック知りTIME,」が終了に伴い6:57頃に放送していたが、半年後には再び元の時間に戻された。
- 「ニュースのその後追っかけTIME」
  - 2024年3月から7時台の「ニュース関心度ランキング」と「関心度プラス」に続いて放送。以前番組で取り上げたニュースのその後を追う企画。
- 「列島中継」→「お国じまん中継」
  - ネット各局からの生中継企画。当初は6時台と7時台に計3枠設定されていた。担当局とキャスターは、中継映像の字幕に「担当局の略称（毎日放送の場合にはMBS）+（キャスターの苗字）アナ」と表記される。2022年9月まで、サイドテロップはこのコーナー専用の黄緑地のものが使用されていた。
  - 初回から2021年10月22日までは、6時台の中継枠を6:51頃からおよそ10分間、7時台の中継枠を7:22頃から数分間設定し、6時台にはネット局から2局、7時台は「おかわり中継」として2局のうち1局のみ担当していた。翌週25日のリニューアル以降、2局が6・7時台を通じて中継を担当するようになり、6時台の中継枠は縮小されてオープニング直後の「ニッポンの空がみえる!」内に統合され、7時台の中継枠は拡大の上で7時台の「ニッポンの空が見える!」の放送直後に設定し、「おかわり中継」はエンディング前に移動し、こちらも2局から中継を入れるようになった。2022年4月4日からは本編の時間を7:30の時報直後にずらして7:00は6:00のオープニング同様に天気状況のみ伝える形になった。当該時間にローカル差し替えを行う東北放送のみ「おかわり中継」を裏送りで対応する。「おかわり中継」は2023年9月29日を持って終了した。
  - 2022年5月24日からは7:30のコーナー本編で担当キャスターの名前テロップにミニ情報が流されるようになった。
  - 2022年7月18日からは2局から1局の中継に縮小された。
  - 2023年9月29日までのタイトルは「ニッポンの朝がみえる! 列島リアルタイム中継」で、番組側で設定した共通のテーマ（初回は「朝からまんぷく!元気食堂」）を週替わりで設けていた。
  - 2023年10月2日からは天気コーナーに包含されるようになり、内容も「全国から旬の話題を伝える」形式になり、食材の紹介のみとなった。このため、系列局参加や生中継が必要な要素は存在しなくなっている。
  - 2023年11月6日以降、6時台の天気状況のみ伝える形が行われなくなった。
  - 2024年1月11日は石川からの中継を予定していたが、令和6年能登半島地震の被害状況を考慮して放送を取りやめた（「マーケティング部」の時間拡大で穴埋め）。
  - 2024年3月までは、7:30以降に放送していたが、同年4月以降は「マーケティング部」と放送順を入れ替えて7:45以降に変更した。これに伴い東北放送のみは裏送りで対応することになった。「出張!安住が行く」に充てる第4木曜の本コーナー枠は「全力TIMEライン」で伝えられなかったニュース・スポーツやライフニュースを伝える時間に充てられている。
  - 2025年3月31日からは、「お国じまん中継」に名称を変更し、「マーケティング部」後の放送から、系列各局のローカル枠と入れ替えて7:51すぎに放送するようになった。同時に中継企画の放送は隔週ごとになり、中継企画を放送しない週はニュースコーナーを放送するようになった。
  - 2025年8月7日は岡山の鷲羽山ハイランドから中継を予定していたが、悪天候により中止となった。
- 「出張!安住が行く」（第4木曜日）
  - 2022年4月7日から開始[182]。『列島中継』の枠を第4木曜はこの企画に充て、放送時間内に4回（6時台はオープニングと『全力TIMEライン』の一部、7時台は『マーケティング部』の枠と7:50頃のローカル枠明け）放送。安住がJNN系列局のある地域を訪ねてそこから全編生放送を行う。6時台後半からは『列島リアルタイム中継』の担当キャスターと合流し一緒に中継する。この日に限り安住は5時台に出演せず6:00からの出演となり、東京のスタジオは金曜日に準じた体制で放送する。「おかわり中継」は2023年10月以後もこのコーナーのみ継続している。
  - 2022年4月は7日と28日の2回放送され、5月からは毎月第4木曜日に放送されている。
  - 毎年12月の第4木曜日は、年内の放送日で最後の木曜となるため安住は水曜までと同じく5時台からスタジオに出演し、本コーナー枠ではスタートした4月から11月までの「総集編」が放送されている。対象は「出張!安住が行く」のみで、後述の7・8月の「出張!安住が行かない」は総集編に含まれなかった。
  - 新型コロナウイルスの感染状況によってはコーナーを中止して、以下のような企画に変更したこともある。
    - 2022年7月28日（7月第4木曜日）の放送では、「出張!安住が行かない　夏休みSP企画テレビ局社会科見学」と題して、TBS放送センター内を散策し局内の様子をリポートした（局内からの中継だが、通常の中継に準じて5時台は出演しなかった）。この理由について6:00のOPにて安住は、「スタッフ内でも新型コロナウイルス陽性者が多数出て、人操りがつかないというのが一番の理由」と説明し、前日までにSNS等での企画募集からこの企画となった[183]。
    - 2022年8月25日（8月第4木曜日）の放送でも、「出張!安住が行かない　夏休みSP企画テレビ局社会科見学」と題して、前回に引き続きTBS社屋内をレポート。今回のテーマについて安住は「TBSのあまり語られないグレーな歴史を伝えたい」と説明、6時台はTBSラジオのスタジオからレポート。7時台はスタッフルームから「ヤング720」から当番組までTBSで放送された歴代の朝番組を当時の映像と安住の解説を交えて紹介した[184][185]。

  - 2023年6月22日（6月第4木曜日）の放送では、長崎県松浦市からの中継でアジ釣りを行い、獲れたアジをアジフライにして食べる中継を予定していたが、現場の近くのコンビニエンスストアで強盗事件が発生したため、急遽コーナーを中止（出演予定だった人達の紹介のみ実施）して、安住が6時前から前倒しで出演して中継リポートを担当した。同日の時点では「後日改めて同所から中継を行う」としていたが[186]、1年後の2024年6月27日に再訪して改めて行われた。当日は強い雨が降る中での中継となり、7時台のおかわり中継では安住が椅子から転げ落ちるアクシデントもあった。
  - 2024年4月25日（4月第4木曜日）の放送では、当初石川県に訪問する予定だったが、2日前に安住がCOVID-19に感染していたことが判明。これに伴い同月分のコーナーは中止となり[187]、5月に改めて行われた。4月分はコーナー枠をこれまでの総集編で穴埋めした。
- 「TIMEマーケティング部」（7:35頃）
  - 2023年10月10日に開始[67]。コーナー枠を『出張!安住が行く』に当てる第4木曜日を除き毎日放送。
  - 話題の企業や人物を徹底取材し、いまヒットしているモノ、コト、ヒトを深掘りする企画コーナー。タイトルに「マーケティング」と付いているものの、日によってはマーケティングの意味合いとは異なる企画も放送されるため事実上の特集コーナーである。取材VTRとスタジオでのプレゼンで構成される。
  - 新ドラマの開始日などで本番組から夕方の『Nスタ』まで主演俳優が電波ジャック[注 113]を行う際にはこのコーナーに生出演する。
  - レギュラーアナウンサーの他、「TIMEマーケティング部員」として原千晶、重松文が出演している。両者が出演しない日はレギュラーアナウンサーがリポートやスタジオでのプレゼンを行う。
- 「けさのニュース できるだけ」（6:50頃、7:55頃）
  - 2024年1月8日から開始し、6:50頃は関東ローカル、7:50頃はローカル枠明けに放送。その日伝えた項目のおさらいとしてヘッドラインニュースを伝える。
- 「NEWS速報750」（7:46 - 7:51頃）
  - 2025年5月12日に開始。
  - 「お国じまん中継」が放送されない週はこのコーナーに充てられる。
- 「エンディング」
  - 2022年4月22日までは、TBSテレビで当日の夜（19時 - 23時台）に放送する番組から、注目度の高い番組を「今夜のTBS系」として紹介。紹介にはテレビ欄を模した縦型のパネルを用いているが、当該時間帯にローカルセールス枠が含まれる水曜日など、JNNの加盟全局で同時に放送するネットワークセールス扱いの番組だけを取り上げるとは限らない。このため、ローカルセールス枠の番組がパネルに記されている場合には、一部地域（ネット局）で番組編成が異なる旨をパネルやテロップで明示し、視聴者には地元局の番組編成を番組表でも確認することを推奨している。毎日放送など一部の放送局では、差し替え番組の予告テロップを独自に送出している。
  - 通常編成で放送する場合には、安住・杉山とNスタジオに待機している次枠番組『ラヴィット!』MCの川島明（麒麟）がクロストークを展開する[注 114]。基本的にやり取りは安住・杉山と川島のみだが、場合によってはマンスリーレギュラーやゲストが川島に話しかけたり、稀に両番組の曜日レギュラーや川島と同じく『ラヴィット!』MCの田村真子[注 115]が参加する場合もある。この間にスタッフロールを画面の下部に流しながらエンディングテーマとして再度「7時のうた」が流れる。残りの放送時間によってはクロストークが川島から一方的に一言ある程度で終わったり、スタッフロールも衣装協力と制作著作のみ表示して終わる場合が多い。そのため、最近はスタッフロールが流れていない。復活するかは未定のままである。
  - 2022年7月18日 - 25日の間は『ラヴィット!』が休止のため、『世界陸上2022』のMC・織田裕二とのクロストークが行われた[188]。
  - 2023年5月5日（金曜日）は特別企画放送のためクロストークを行わず番組が終了した（終了直前に杉山から「川島さんごめんなさい!」と一言あったのみ）。
  - 番宣等でゲストを迎えた場合には、その作品のPRを兼ねて、ゲストのリクエストによる楽曲のピアノ演奏も披露される。
  - 最後に安住／アナウンサー陣が「いい一日にして下さい。いってらっしゃい」もしくは、「いってらっしゃい」と挨拶してスタジオの出演者で手を振って[注 116]番組を締めくくる。この部分はテロップが一切入らないようになっており、一部系列局では提供クレジットが挿入される。
  - 東北放送では、通常編成時に『ウォッチン!みやぎ』を放送するため、これ以降のコーナーを放送しない。
- 「THE TIME,インスタライブ」
  - 放送外だが、2023年から平日が祝日に当たる日の放送終了後（通常は9時30分から10時30分）に番組の公式Instagramアカウントで生配信企画を行うのが恒例となっている。
  - 司会は原則は杉山と宇賀神（出演しない木曜日は佐々木が担当）で、他の進行も1 - 2人ほど参加する。安住は不定期で「芹ゆう子」[注 117]キャラクターに扮して参加する。
    - なお、「芹ゆう子」のキャラクターが独立し、2025年4月6日よりTBSラジオで『芹ゆう子 お気づきかしら(仮)』（毎週日曜日 5:05 - 5:15）がレギュラー放送されている[189][190]。

  - 内容は配信日までの番組を振り返るトークや、アカウントに投稿された番組内での出演者のやり取りやハプニングの切り抜き動画の紹介、アナウンサーの素顔に迫る企画などゆるめのものが多い。
  - 配信終了後にはアーカイブが投稿される（回によっては分割で投稿）

## 過去に放送されていたコーナー・企画

### 『THE TIME,』で放送されていたコーナー
- 「けさ知っておきたい!厳選○ニュース」
  - 5:50から放送。2021年10月25日（月曜日）のリニューアルで新設されたニュースコーナー。当日の朝に最低限知っておきたいニュースの要点を5 - 6項目伝える。月曜日 - 水曜日には安住・宇賀神、木曜日には安住・江藤、金曜日には杉山・江藤が担当。通常編成時にここから飛び乗る局は存在しないが、冒頭に「時刻は5時50分になりました。おはようございます。」と挨拶が入る。要点を伝える前に「ようするに」と前置きを入れるほか、項目の内容によっては「ちなみに」と称してから補足情報を伝える。毎日放送は春のセンバツ高校野球ダイジェスト番組『みんなの甲子園』を決勝戦当日までの平日（前日が休養日の場合や前日に予定されていた試合が中止になった場合を除く）5:20 - 5:50に編成したため、『THE TIME'』終了で一旦飛び降りた後、5:50の本コーナーから飛び乗る形をとった。
  - 初回から2021年10月22日（金曜日）までは、同様のコーナーを 「チョイス! THE TIME,」のタイトルで6:30から放送していたほか、7:40頃に「チョイス! THE TIME, リピート」コーナーを設定し、6時台の「チョイス! THE TIME,」で伝えたニュースと、同コーナーの放送後に入ってきたニュースを放送していた。
  - 「全力TIMEライン」に統合するため2023年9月29日で終了。
- 「TIME, TODAY」
  - 6時台の中盤に放送。初回から2021年10月22日までは、放送枠を6:00の時報直後から最長で6:27まで設定していた。翌週25日からのリニューアルで、後述する「列島リアルタイム中継」6時台の中継を6:00の時報直後から始めることに伴って、中継後に放送されている。
  - 大型モニター2面の前に設置された大型テーブルセットから進行。前半の一般ニュース（6:40頃まで）は冒頭で中継先から増田が全国の天気を伝えた後、キャスターの頭上にバーチャルCGで表示される見出しからニュースを紹介する。終盤には篠原や5:50まで出演するキャスター陣、曜日レギュラー（2023年3月までは嶺が担当）が取材したVTRが放送される（篠原以外の場合は当日スタジオ出演時に限りVTR前にリード読みを行う）。
  - 2021年10月22日までは前述した大型モニターのうち、『あさチャン!』から引き継いだ1台を新聞の「1面」、当番組の開始に際して新たに導入した1台を「2面」に見立て、「1面」ではニュース・スポーツニュースを、「2面」ではエンタメ情報を中心に取り上げていた。「朝から1分!景気がイイ人ニュース」、もしくは「日本全国バグニュース」をコーナー途中に挿入していた。
  - 当日発行の朝刊（一般紙・スポーツ紙、いずれも東京製作の最終版）に重大な記事が掲載されている場合には、『あさチャン!』の末期（2020年10月以降）に続いて、その記事の画像を『あさチャン!』から引き継いだ側のモニターに映しながら紹介する。
  - 月曜日 - 水曜日には安住・宇賀神、木曜日には安住・江藤、金曜日には江藤・杉山・宇賀神が担当する。
  - 後半（6:30以降）はエンタメ情報を紹介後、映画ファンの口コミで選ぶ「映画期待度ランキング」、音楽情報を伝える「CDTV週間オリジナルランキング」・「今週の音楽ニュース」など、トレンド情報をまとめた映像を放送。VTRの後に曜日レギュラーとのトーク（月曜のマンスリーレギュラーはここから登場）を行い、CMに入る前に増田が短く全国の天気を伝える。
  - 青森テレビでは同日夕方のローカルワイド番組『わっち!!』でエンタメ情報のVTRが一部編集されて再放送されている。
  - 「全力TIMEライン」に統合するため2023年9月29日で終了。
- 「朝から1分 THE TIME,体操」
  - 「銀河鉄道999 〜シン・ミックス〜」をBGMにした、スポーツ選手等が体操を紹介する1分間の映像を、『THE TIME,』では5:20のオープニング（2022年1月中旬までは6:30頃、各局が行使した6時台前半の『エリア情報』枠が終了した直後）から放送している。以前、『THE TIME'』では、5:18頃に、「リピート」と称して前日（月曜日については前週金曜日）の6時台に紹介した映像を再度放送していた。
- 「朝活RUN」
  - 番組開始当初から2021年12月まで7:28から2分間放送。「朝活ランナー」と称した有名人（初回は吉田羊[191]）がランニングの名所を走った模様をBGMとともに流す。2回目以降は、1人の有名人によるランニングの映像を5日間に分けて放送。「今朝のいってらっしゃい」と同じく、出演作品などのPRを兼ねている。
  - 当初は7:30までに映像を流し終えるように構成されていたため、「朝活ランナー」が安住／香川へのメッセージとともに「間もなく7:30です」と呼び掛けたタイミングで、7:30の時報を挿入していた。
- 「TIME HOTワード」
  - 6:53頃から放送[注 118]。世間で話題になったニュースに関する当事者の発言と、そのニュースについての解説映像を放送。基本としてナレーションだけで進行する[注 119]。
- 「安住のちょっとパンダTIME,」
  - 自称「日本一パンダに詳しいアナウンサー」安住がジャイアントパンダに関するうんちくを紹介する。動物園の最新情報や最新映像が公開された翌日に放送される。毎週火曜日に最新情報等が発表されることが多いことから、翌日にあたる水曜日の「TIME, TODAY」内で放送されることが多いが、祝日等で発表が変更になった場合はコーナーの放送日も変更される。
- 「香川照之のあいTIME,」（不定期金曜）
  - 2022年3月18日に開始[注 120]。「どこよりも早い 1週間まとめ」放送後の7時台後半に放送。
  - 香川が今気になっている人に突撃して会いに行き、対談する。
  - 初回は途中までの放送で、翌週に「TIME, TODAY」内で後編が放送された。
- 「今朝のいってらっしゃい」
  - 当日または近日放送されるTBS系列の番組に出演する芸能人が、番組の宣伝を兼ねて事前収録で登場していた。CM直前に複数回放送されていたが、基本として枠ごとに異なる芸能人が登場していた。コーナータイトルが示すように、視聴者に向けて「いってらっしゃい」と声を掛けるシーンでコーナーを締めくくっていた。
- 「けさのトピック知りTIME,」
  - 2022年3月11日（金曜日）は、前述のとおり、6:53枠に放送され、翌週の3月18日（金曜日）、同月21日（月曜日）以降、「THE TIME，ニュース」終了後の7:25頃に放送された[注 121]。このようなことから、この項目ではレギュラーコーナーとして記載する。4月4日からは6:50枠に放送している。
  - けさのトピックとして気になる情報をフラッシュニュース形式で放送。基本としてナレーションだけで進行する。
  - 重大ニュース発生時にはこのコーナーを中止する場合がある。
  - コーナー冒頭、スタジオでの宇賀神／江藤のVTR振りでは安住は手を振り、杉山はお辞儀をするくだりがある[注 122]。宇賀神／江藤のタイトルコールは「知っておくと役に立つかも? けさのトピック、まとめて知りTIME,![注 123]」である。
  - 2023年9月27日をもって終了した。
- 「バズったワード デイリーランキング」
  - 7:20頃から放送。SNS上で話題になったニュースに関連する言葉を10位までのランキング方式で発表しながら、若干の言葉を解説する。ランキングの根拠は不明。
  - 宇賀神・安住（月曜日 - 水曜日）、江藤・安住（木曜日）、江藤・杉山・宇賀神（金曜日）で担当し、曜日レギュラーも参加する[注 124]。新ドラマの開始日などで本番組から夕方の『Nスタ』まで主演俳優が電波ジャック[注 125]を行う際にはこのコーナーから「エンタメフラッシュ」まで生出演する事がある。
  - 直前の「ニュース関心度ランキング」と重複する項目も多く、見出し程度の情報と「SNSでは○○の声が挙がりました。」とナレーションを繰り返すのみである。
  - 2023年からの金曜日は、10位まで発表が終わった後「今週の"イチオシ"バズ」として、今週1週間を通じてSNS上で話題になったことを紹介することがある。
  - このコーナーの後が7:30の時報となるため、安住はコーナーが終わるとすぐ、立席用のミニテーブルごとシマエナガハウスに移動する（杉山はミニテーブルを移動させずそのまま移動）。最後の10位がVTR紹介の場合はその間を利用して移動するが、10位がスタジオでの紹介だった場合は間の時間がないため、テーブルの音を立てつつ慌ただしく走って移動せざるを得なくなる。
- 「ニッポンの空がみえる!」
  - 当日の空模様を中継映像で紹介するコーナー。6:00のオープニング直後と7:00の時報明けに放送されている。
  - 6時台は情報カメラの映像を紹介した後に、当日の「中継班」・「列島リアルタイム中継」・「お天気中継」の各中継場所に繋ぎ、それぞれの担当キャスター／リポーターが現在地の天気や中継内容の予告などを伝えるほか、日によっては日本以外の国からの中継映像もスタジオから紹介される。
  - 7時台は、4箇所程度の情報カメラからの映像を紹介し、コーナー終了後すぐに「ニッポンの朝がみえる!列島リアルタイム中継」に入る[注 126]。2022年4月4日からは情報カメラのリレーパートとリアルタイム中継が分割されたため、6:00同様に「列島リアルタイム中継」での中継先から短い中継が入る。
  - 放送中には、スタジオに設置している2台の大型モニターのうち、『あさチャン!』から引き継いだ1台を活用する。もう1台のモニターは、縦5画面×横5画面の25画面に分割された状態に設定され、25地点からの中継映像を同時に流している。
  - 日本国内の映像には、ネット局が放送対象地域内に設置している情報カメラの映像に加えて、JNN加盟局が存在しない秋田県等からの映像も使用している。
  - 2023年9月29日をもって終了した。
- 「週刊!世界の あまり伝えられていない ニュースまとめ」（火曜日）[注 127]
  - 火曜レギュラーの松田好花がVTR振りを担当していた（2022年10月11日から）[注 128][注 129]。
  - 海外で話題になった、日本ではあまり伝えられていない事件・出来事や衝撃映像を伝えた。項目によっては、現地在住の日本人などが「THE TIME,特派員」の肩書で出演し、詳しく伝えることもあった。
  - 項目ごとにVTRへ挿入されていたアバンタイトルは、地球のCGの横にアメリカの週刊誌『TIME』の表紙を模したものを並べており、2022年9月までは、サイドテロップもアバンタイトルのデザインを連想させる、独自のものが採用されていた。
  - 現行のコーナー名になったのは2022年1月25日からで、それまでのコーナー名は「週刊!世界のニュースまとめ」だった。
  - 2023年10月からのタイムテーブル変更に伴い2023年9月19日をもって終了した。
- 「週末スポーツまとめ」（月曜日）
  - 2022年3月7日に開始。7:35頃に放送。
  - 週末行われたスポーツニュースの中から厳選して放送。ナレーションのみで進行する。
  - 開始当初は「週末スポーツびっくり10連発」だった。
  - 2023年10月からのタイムテーブル変更に伴い2023年9月で終了。
- 「特集」（水曜日）[注 130]
- 「TIME is MONEY 週刊!お金ニュース」（第1 - 第3木曜日）[注 131][注 132]
  - 2021年12月2日に開始。7:35頃に放送。
  - アイドルになる前に銀行員だった経験を持つ、木曜レギュラーの松田里奈[192]・進行の江藤がVTR振りを担当する[注 133]。
  - 2022年3月31日まではお金にまつわるニュースの関心度アンケート調査を番組公式LINE登録者を対象として行い、結果を発表する。アンケート方式は「世間のニュース関心調査トップ10」と同様のものとなる。
  - 2023年10月からのタイムテーブル変更に伴い2023年8月31日で終了。他曜日より早く終了したのは『アジア大会』関連企画や「出張!安住が行く」との兼ね合いによるもの。
- 「どこよりも早い 1週間まとめ」（金曜日）
  - 7:35頃に放送。
  - 放送週に当番組で伝えたニュースから、主な項目を曜日毎に映像とナレーションで振り返る。週毎にキーワードを定めており、それに則ってVTRが編集されている。宇賀神が進行する。キーワード設定には無理があるものも多い。（例：キーワードが「15」で「150」には「15」が含まれるので「15」に溢れた1週間だったとするもの）
  - 2023年10月からのタイムテーブル変更に伴い2023年9月で終了。
- 「朝のTIME♪ライブ」（不定期）
  - 2022年3月25日に開始。初回のゲストはAI[193]。
  - 2022年8月24日は水曜日に、「夏休み特別企画」としてこのコーナーが放送された（ゲストはTani Yuuki）。Taniは当初、同月4日（木曜日）に出演予定であったが、新型コロナウイルスへの感染が判明したために取りやめとなっていた[194]。
- 「ニュース」
  - 7:45頃に放送。2023年9月までは「エンタメフラッシュ」。
  - ここまでに伝えたニュース・ライフ&カルチャーのおさらい。場合によっては7:35頃のコーナーを拡大したり特別企画で休止となる事があった。
  - 2022年12月からはコーナー終わりに曜日レギュラーが各地の情報カメラから映る天気の様子を伝えた後、「この後は全国各地からお伝えします。関東はお天気です。」とエリア情報への受け渡しコメントをしてCMに入るようになった（TBSでは関東ローカル向けに予告テロップが入る）。
  - 2023年10月10日にTIMEマーケティング部が始まったので、同年10月9日に完全に終了した。
- 「杉谷杉山のやり杉!ウィークリー!」（杉谷出演時の金曜日）
  - 1週間に起こった「やりすぎ」なプレーを紹介するコーナー。杉山が進行し、杉谷がコメントを挟む。6時台の「TIME, SPORTS」内で放送される。
  - 2023年10月以降、杉谷の出演が無くなったためコーナーは自然消滅した。

### 『THE TIME'』で放送されていたコーナー
- 「早朝散歩」
  - 5:15頃に放送。この放送時間での首都圏の名所を紹介するお散歩コーナー。喜入が担当。前述の通り、喜入が休暇等で休演の場合はコーナー自体を休止していた。

### 『THE TIME,』『THE TIME'』の両方で放送されるコーナー
- 「日本全国バグニュース」
  - 『THE TIME'』では5:15頃、『THE TIME,』では6:30頃と7:26頃に不定期で編成。視聴者が日常生活でちょっとした違和感を覚えた食べ物、場所、建物などの映像や写真を募集したうえで、現物や現場をスタッフが取材した映像を放送する。番組のスタートまでは、「日本の違和感を発見!これってバグってないですか?」の仮タイトルで募集した。
- 「朝から1分!景気がイイ人ニュース」
  - 朝から元気になれる「景気がイイ人」の話題を1分間で伝える。
  - BGMは、THE HIGH-LOWSの「日曜日よりの使者」。
  - 途中、シマエナガちゃんが「何を作っているの?[注 134]」等といった疑問を投げ掛けている。さらにこのコーナーの最後もシマエナガちゃんの「景気イイね!!」の一言で締めくくられていた。
- 「今日の天使ちゃん」（5:18頃と7:56頃に放送）
  - 人間を含む動物の赤ちゃん（放送上の呼称は「天使ちゃん」）の映像を視聴者から募集したうえで、その一部を放送中に紹介した。『あさチャン!』のエンディングで放送していた「あかチャン!」（人間の赤ちゃんの映像や写真を紹介する企画）→「ウチの子」（視聴者が飼っている動物の子どもの映像を紹介する企画）を事実上継承したコーナーと言える。
  - 「ウチの子」では当日のエンタメキャスター（齋藤・野村）が生放送でナレーションを入れていたが、「今日の天使ちゃん」では、江藤が事前収録でナレーションを担当。7時台ではコーナー前のCMに入る際に、当日の「店員」によるタイトルコールが入っていた。
  - 「天使ちゃん」の映像の下側には「進行状況バー」が設けられていて、バーの始点や途中に見どころにあたる「エンジェルポイント」が少なくとも1か所、終点近くに最大の見どころとなる「大エンジェルポイント」が示されていた。
  - 5時台の放送分については、「リピート」と称して前日（月曜日については前週金曜日）の7時台に紹介した映像を再度放送していたが、本節の末尾および『タイムテーブル』・『ネット局と放送時間』の項にて詳説している通り、東北放送では当該時間帯にローカル番組を放送している為、同局ではこの5時台の放送分が初回放送となる。2022年1月中旬より本コーナーのリピート枠が『THE TIME'』終盤の5時18分頃に移動したため、東北放送では、リピート枠も含めて、本コーナーを見る事が一切出来なくなった[注 135]。
  - 2022年10月に番組テーマ曲が「おはようユニバース」に変わった後もコーナー冒頭のBGMは「銀河鉄道999」のままだった。

## ネット局と放送時間
以下は2025年3月31日時点での状況。

### 『THE TIME'』
- あくまでも全編ローカルセールス枠であるため、TBSテレビ以外のネット局では編成の都合により、臨時に全編または一部時間帯を×に変更する場合がある一方で、通常時に全編または一部時間帯を×とする局が有事・緊急時による報道特番扱いや特別編成実施時を中心に臨時に全編または一部時間帯を○に変更する場合がある。
- 特番などによる臨時ネット局は以下の通り。
  - 2021年11月1日…北海道放送・新潟放送・信越放送・テレビ山口の4局が前日に投開票された衆院選の開票特番「TBS NEWS LIVE! 衆院選2021」（TBS NEWS制作。深夜2:00 - 4:30）に直結させる形で、当番組も臨時に全編を○に変更。
  - 2022年3月17日…3月16日23時36分に起きた地震の報道特番扱いで北海道放送、IBC岩手放送、テレビユー福島、新潟放送他多数が臨時に全編○に変更。
  - 2022年7月11日…北海道放送・信越放送・テレビ山口の3局が前日に投開票された参院選の開票特番「選挙DIG 参院選LIVE2022〜開票速報すべて見せます!最速フカボリも!〜」（TBS NEWS制作。深夜2:00 - 4:30）に直結させる形で、当番組も臨時に全編を○に変更[195][196][197]。
  - 2023年5月26日…前日の5月25日に長野県中野市で発生した立てこもり事件の報道特番扱いで信越放送が臨時に全編〇に変更。
  - 2023年11月16・17日…テレビ山口における48時間時限ストライキに伴い、前日夕方放送のローカル情報番組「mix」がニュースゾーンのみの放送に短縮[198] された影響で、再編集版「mix早朝版」の代替番組として第2部を○に変更。
- ネット状況について
  - ○…フルネット
  - ×…非ネット

| 放送対象地域   | 放送局                    | 系列    | ネット状況 （JST） | ネット状況 （JST） | ネット状況 （JST） | 備考・脚注                       |
| 放送対象地域   | 放送局                    | 系列    | 第1部 4:30 - 5:00  | 第2部 5:00 - 5:20  | 第2部 5:00 - 5:20  | 備考・脚注                       |
| 放送対象地域   | 放送局                    | 系列    | 第1部 4:30 - 5:00  | 月曜               | 火 - 金曜          | 備考・脚注                       |
| -------------- | ------------------------- | ------- | ------------------ | ------------------ | ------------------ | -------------------------------- |
| 関東広域圏     | TBSテレビ（TBS）          | TBS系列 | ○                  | ○                  | ○                  | 【制作局】                       |
| 中京広域圏     | CBCテレビ（CBC）          | TBS系列 | ○                  | ○                  | ○                  | [ 注 136 ] [ 注 137 ] [ 注 138 ] |
| 福岡県         | RKB毎日放送（RKB）        | TBS系列 | ○                  | ○                  | ○                  | [ 注 139 ] [ 注 140 ]            |
| 静岡県         | 静岡放送（SBS）           | TBS系列 | ×                  | ○                  | ○                  |                                  |
| 富山県         | チューリップテレビ（TUT） | TBS系列 | ×                  | ○                  | ○                  | [ 注 141 ]                       |
| 石川県         | 北陸放送（MRO）           | TBS系列 | ×                  | ○                  | ○                  | [ 注 142 ]                       |
| 近畿広域圏     | 毎日放送（MBS）           | TBS系列 | ×                  | ○                  | ○                  | [ 注 143 ] [ 注 144 ]            |
| 鳥取県・島根県 | 山陰放送（BSS）           | TBS系列 | ×                  | ○                  | ○                  |                                  |
| 岡山県・香川県 | RSK山陽放送（RSK）        | TBS系列 | ×                  | ○                  | ○                  |                                  |
| 山口県         | テレビ山口（tys）         | TBS系列 | ×                  | ○                  | ×                  | [ 注 145 ]                       |
| 愛媛県         | あいテレビ（itv）         | TBS系列 | ×                  | ○                  | ○                  |                                  |
| 鹿児島県       | 南日本放送（MBC）         | TBS系列 | ×                  | ○                  | ○                  | [ 注 146 ]                       |

### 『THE TIME,』
- 通常編成時、第1部の全編と第2部のうち7:30を過ぎて最初のCM前まではネットワークセールス枠に指定され、TBS系列局全てで同一時間に放送されている一方、7時台中盤以降はローカルセールス枠となっており、CM入り直前となる7:40頃に飛び降りポイントが設けられている。
- 太字のネット局は前座番組『THE TIME'』のネット局（tysは月曜のみ）。
- ネット状況について
  - ○…フルネット
  - ▲…7:40頃飛び降り
    - 通常時では東北放送のみがローカルセールス枠を行使。TBSテレビ以外の通常時7時台が○の局でも局の都合により、放送対象地域内での災害・事件などの発生時に臨時に▲に変更することがある一方、有事・緊急時にJNN協定が発動した場合等、通常時7時台が▲の局が臨時に○に変更する場合がある。

| 放送対象地域   | 放送局                    | 系列    | ネット状況 （JST） | ネット状況 （JST） | 備考・脚注                       |
| 放送対象地域   | 放送局                    | 系列    | 第1部 5:20 - 5:50  | 第2部 5:50 - 8:00  | 備考・脚注                       |
| -------------- | ------------------------- | ------- | ------------------ | ------------------ | -------------------------------- |
| 関東広域圏     | TBSテレビ（TBS）          | TBS系列 | ○                  | ○                  | 【制作局】                       |
| 北海道         | 北海道放送（HBC）         | TBS系列 | ○                  | ○                  |                                  |
| 青森県         | 青森テレビ（ATV）         | TBS系列 | ○                  | ○                  |                                  |
| 岩手県         | IBC岩手放送（IBC）        | TBS系列 | ○                  | ○                  |                                  |
| 山形県         | テレビユー山形（TUY）     | TBS系列 | ○                  | ○                  |                                  |
| 福島県         | テレビユー福島（TUF）     | TBS系列 | ○                  | ○                  |                                  |
| 山梨県         | テレビ山梨（UTY）         | TBS系列 | ○                  | ○                  |                                  |
| 新潟県         | 新潟放送（BSN）           | TBS系列 | ○                  | ○                  |                                  |
| 長野県         | 信越放送（SBC）           | TBS系列 | ○                  | ○                  |                                  |
| 静岡県         | 静岡放送（SBS）           | TBS系列 | ○                  | ○                  |                                  |
| 富山県         | チューリップテレビ（TUT） | TBS系列 | ○                  | ○                  |                                  |
| 石川県         | 北陸放送（MRO）           | TBS系列 | ○                  | ○                  |                                  |
| 中京広域圏     | CBCテレビ（CBC）          | TBS系列 | ○                  | ○                  | [ 注 147 ]                       |
| 近畿広域圏     | 毎日放送（MBS）           | TBS系列 | ○                  | ○                  | [ 注 148 ] [ 注 149 ] [ 注 150 ] |
| 鳥取県・島根県 | 山陰放送（BSS）           | TBS系列 | ○                  | ○                  |                                  |
| 岡山県・香川県 | RSK山陽放送（RSK）        | TBS系列 | ○                  | ○                  |                                  |
| 広島県         | 中国放送（RCC）           | TBS系列 | ○                  | ○                  | [ 注 151 ] [ 注 152 ]            |
| 山口県         | テレビ山口（tys）         | TBS系列 | ○                  | ○                  |                                  |
| 愛媛県         | あいテレビ（itv）         | TBS系列 | ○                  | ○                  |                                  |
| 高知県         | テレビ高知（KUTV）        | TBS系列 | ○                  | ○                  |                                  |
| 福岡県         | RKB毎日放送（RKB）        | TBS系列 | ○                  | ○                  | [ 注 153 ]                       |
| 長崎県         | 長崎放送（NBC）           | TBS系列 | ○                  | ○                  | [ 注 154 ]                       |
| 熊本県         | 熊本放送（RKK）           | TBS系列 | ○                  | ○                  |                                  |
| 大分県         | 大分放送（OBS）           | TBS系列 | ○                  | ○                  |                                  |
| 宮崎県         | 宮崎放送（MRT）           | TBS系列 | ○                  | ○                  |                                  |
| 鹿児島県       | 南日本放送（MBC）         | TBS系列 | ○                  | ○                  |                                  |
| 沖縄県         | 琉球放送（RBC）           | TBS系列 | ○                  | ○                  |                                  |
| 宮城県         | 東北放送（tbc）           | TBS系列 | ○                  | ▲                  | [ 注 155 ]                       |

## ローカル枠のネット状況
6:30、6:50頃、7:55頃の3枠（それぞれ約2分）の時間帯でローカル枠が設定され、地域ごとに内容の差し替えが行われている。共通項として、それぞれCM明けから青背景に現れる番組ロゴのアイキャッチ画面が流される直前までがローカル枠となっている。
ローカル枠の内容は以下の通り。
- TBS（関東広域圏、制作局）：増田による関東の天気（2023年10月から、6:30はシマエナガの時報と交通情報も）
- HBC（北海道）：6時台前半→道内ニュース、6時台後半→道内のニュース・天気予報、7時台→道内の天気予報・玉言葉タロット占い
- ATV（青森）：県内の天気 ※県内関係有事の際はスタジオから情報伝える場合あり（2024年4月2日放送分7時台ニュースに差替え）
- IBC（岩手）：県内の天気 ※台風等有事の際はスタジオから情報伝える場合あり（2022年9月20日放送分）
- tbc（宮城）：6時台→県内の天気、7時台→ウォッチン!みやぎ（当番組をローカル枠の前の7:40頃飛び降り）※ウォッチン!みやぎが休止の場合は県内ニュース、天気予報
- TUY（山形）：6時台前半→「山形!中高生ニュース」、6時台後半・7時台→県内の天気・テレビ歳時記
- TUF（福島）：県内の天気
- UTY（山梨）：6時台→県内の天気、7時台→UバクUTY番組情報・県内の天気
- BSN（新潟）：お天気METEO、THE TIME,にいがたクイズ（6時台後半のみ）
- SBC（長野）：県内の天気
- SBS（静岡）：6時台→県内の天気・番組宣伝（本編扱い）、7時台→県内ニュース・天気予報
- TUT（富山）：6時台前半→「ハイスクールチェック」、6時台後半・7時台→天気予報
- MRO（石川）：県内の天気・番組宣伝
- CBC（中京広域圏）：6時台前半・7時台→THE TIME, CBC（東海3県のニュース・天気予報）、6時台後半→「ボイメン体操」
- MBS（近畿広域圏）：6時台前半→天気予報、6時台後半・7時台→近畿・徳島のニュース・天気予報
- RSK（岡山・香川）：6時台→岡山・香川の天気、7時台→番組宣伝
- RCC（広島）：6時台前半→県内ニュース、6時台後半・7時台→プロ野球シーズン中、前夜に広島東洋カープの試合があった場合は「Veryカープ!（カープ戦情報）」、試合が無かった場合とシーズンオフは「広島！中高生ニュース」
- tys（山口） ：県内の天気
- itv（愛媛） ：県内の天気 ※2024年10月より、水曜日6時台後半に「せーのっ!未来への一歩」（『Nスタえひめ』で放送されている高校生の部活動の取材コーナーの内容を再編集したVTR）を放送
- KUTV（高知）：6時台前半→高知!中高生ニュース!（県内の各中学校、高校の部活動紹介）、6時台後半、7時台→天気予報
- RKB（福岡・佐賀）：ローカルニュース・天気予報[200]
- NBC（長崎）：県内の天気
- RKK（熊本）：6時台前半→RKKインフォメーション（RKK主催のイベント情報・お知らせ）、6時台後半・7時台→県内の天気
- OBS（大分）: 県内の天気
- MRT（宮崎）：県内の天気
- MBC（鹿児島）：県内の天気
- RBC（沖縄）：県内の天気

## 重大ニュース・特別番組放送時の対応
- 放送開始当初から土曜・日曜の放送はなく、年末年始については曜日配列によるが、例年までを踏襲し概ね12月28日頃に放送を終え、12月29日から1月3日は特別番組を編成するため全編休止となる。本番組の放送がない土曜・日曜、および年末年始の休止期間のニュースは5時台もしくは6時台に10分間 - 15分間の『JNNニュース』を週末のみ手話通訳付きにより単独番組扱いで放送して対応する。
- マスターズ・トーナメント（日本国内におけるテレビ中継の放送権をTBSテレビが保有）がオーガスタ・ナショナル・ゴルフクラブ（アメリカ合衆国のジョージア州）で開催される期間（毎年4月上旬）には、トーナメントの1日目（予選ラウンド）が金曜日・最終日（決勝ラウンド）が月曜日（いずれも日本時間の未明 - 早朝）に組まれていることから、当該曜日には『THE TIME'』『THE TIME,』の放送をあらかじめ休止。基本として8:20（日本時間）まで、トーナメントの生中継を全国ネットで放送している。ニュースは6時台の前半にゴルフ中継に内包される形で『JNNニュース』を5分程度放送して対応する。一方、本来は8:00開始の『ラヴィット!』はゴルフ中継終了後から時間繰り下げ・短縮して放送している（2022年は4月8日・4月11日が該当）。東北放送でも7:40頃からローカル差し替えで放送される『ウォッチン!みやぎ』を休止した上でゴルフ中継を全編ネットしている。

当番組の拡大版
- 2023年の場合は『ラヴィット!』が本番組より早く12月26日のレギュラー放送と『ゴールデンラヴィット!』を以て年内の放送を終えたため、28日に『ラヴィット!』の放送枠を利用して5:20 - 9:55まで『THE TIME, 年末拡大スペシャル!』として4時間35分の拡大版として放送、この日は『TIME'』の枠は休止となり、TBSなどでは『TBS NEWS』を枠拡大して対応。ゲストに安住が『輝く!日本レコード大賞』でともに司会を務める川口春奈を迎えて過去の受賞曲や司会者・会場の変遷（その中では司会になる以前の2000年・2004年に安住が出演した映像も流れた）も紹介したほか、中継コーナーは「列島名産プレゼント中継」と題して回数を3回に増枠（HBC・CBC・MBSから中継）させ、さらに東京からは完成したばかりの麻布台ヒルズから増田・松田里奈と、本来木曜日のため出演のない宇賀神（増田以外は7時台後半からはスタジオに移動）が、「早朝グルメ」は7時台以降にも増枠し篠原と元マンスリーレギュラーの迫田がそれぞれ中継を担当した。「けさの1曲」は特別版としてけいちゃんと高木がキャトルマンスタイル[注 157]をとりながら2023年のヒット曲をメドレーにして演奏するなどした。8時台には随時オリックスバファローズからからドジャースへの移籍が決まった山本由伸の記者会見の衛星中継を挟んだ。朝の情報番組の年末最終放送を枠拡大して送るのは『みのもんたの朝ズバッ!年末拡大スペシャル「前を向いて歩こう」』（2011年）以来12年ぶりである。『朝ズバッ!』ではこれを最後に拡大版は放送されず、『あさチャン!』では一度も編成されなかった。東北放送はこの日も通常通り『ウォッチン!みやぎ』を途中で放送。8時まで通常枠で放送しTBSからの映像に切り替わった（TBS側は川口を迎えてのトーク中であり、話の途中で切り替わった）。

これまでに特別編成となった事例　
前述以外の特番などによる放送の休止・内容・時間変更は以下の通り。重大ニュース・全国ネット特番（前述の『マスターズ』を除く）・放送時間変更の事例のみを記載する。
- 2022年3月17日（木曜日）：前夜に発生した福島県沖地震に関するニュースの放送を優先したため、7時以降に放送を予定していたコーナー（シマエナガちゃん一家が登場する時報や「列島リアルタイム中継」など）を急遽中止した。この日予定していた福島・新潟からの『列島リアルタイム中継』は後日改めて放送された。
- 2022年9月6日（火曜日）：6時のオープニングトーク直後から『世界バレー2022男子決勝トーナメント1回戦・日本×フランス』最終第5セットを試合終了の6時17分頃まで急遽生中継した[201]。
- 2022年10月4日（火曜日）：7時29分頃、北朝鮮が発射したミサイルが日本列島を通過し、太平洋で着水。これにともない、北海道と青森に対してJ-ALERT（国民保護に関する情報）が発令されたため、8時まで内容を大幅に変更。8時以降は『報道特別番組』扱いで総理官邸での官房長官会見の時間まで当番組の延長扱いで放送継続（BS-TBSでもサイマル放送）し、8時23分からは報道局制作に切り替わり報道特番を放送した（『ラヴィット!』は8時35分からの短縮放送となった[202]）[注 158][注 159][203]。このニュースの放送を優先したため、7時30分以降に放送を予定していたコーナー（シマエナガちゃんの時報、「列島リアルタイム中継」、「週刊!世界のあまり伝えられていないニュースまとめ」「けさの1曲」など）を急遽中止した。この日予定していた大分からの『列島リアルタイム中継』は2か月後の12月6日に改めて放送された。報道局制作に切り替わる直前には安住から「『ラヴィット!』の時間ですが、楽しみにされていた皆さま申し訳ありません」と視聴者を気遣うコメントもあった。
- 2022年10月12日（水曜日）：『世界バレー2022女子準々決勝・日本×ブラジル』を放送のため『TIME'』を全編休止。『TIME,』も同中継が放送時間を延長したため、5分繰り下げ・短縮し5時25分からの放送となった。
- 2022年11月3日（木曜日）：7:48に北朝鮮ミサイルが日本列島を通過し、太平洋に落下し、宮城、山形、新潟にJ-ALERTが発令されたため、10月4日同様に8:30まで『特別報道番組』扱いで当番組のスタジオから延長扱いで情報を伝えた（BS-TBS・TBSラジオでもサイマル放送）。今回は編成上は8:00から『ラヴィット!』の扱いになり、8:00に「字幕」の表示が画面右上に出たほか、TBSテレビでは『ラヴィット!』仕様の時刻表示（但し、ベースは無し）を表示した。8:30からは報道局制作に切り替わり、『ラヴィット!』本編は8:49開始に短縮されたが、本番組でも杉山（安住はこの日は遅めの夏期休暇で休演）が10月4日の安住同様に『ラヴィット!』の視聴者を気遣うコメントをしている。
- 2023年3月21日（火曜日）：『WBC2023 準決勝 日本×メキシコ』を中継するため[204]、7:00までの放送[注 160]。この日の放送の殆どはWBC関連に特化した内容となった。この日は祝日（春分の日）であるため、放送終了後の7:20 - 8:00に番組公式Instagramのアカウントにて、杉山・宇賀神による生配信を実施した。
- 2023年4月13日（木曜日）：CM中の7時55分に北朝鮮ミサイルが北海道周辺に落下すると予測し、北海道にJ-ALERTが発令されたため、前述と同様8:35まで『特別報道番組』扱いで当番組のスタジオから延長扱いで情報を伝えた（BS-TBS・TBSラジオでもサイマル放送）。この日演奏を予定しておりCM前にも演奏していた7時台の「けさの一曲」は翌週17日（月曜日）に改めて演奏した。
- 2023年5月31日（水曜日）：6時30分に北朝鮮から事実上のミサイルが発射。このミサイルが沖縄県周辺に落下すると予測し、沖縄県にJ-ALERTが発令されたため、7時10分頃まで前述と同様『特別報道番組』扱いで当番組のスタジオから情報を伝えた（BS-TBS・TBSラジオでもサイマル放送）。これに伴い、『TIME, TODAY』内後半のスポーツ・エンタメ、『全国!中高生ニュース』、『7時のうた』、7時台の『ニッポンの空がみえる!』は休止。それ以降『ニュース関心度ランキング』は放送されたものの、『バズったワード デイリーランキング』は休止。7時35分のシマエナガと安住のやりとり、『ニッポンの朝がみえる! 列島リアルタイム中継』の放送を経て、再びミサイルに関するニュースを放送した。この日放送予定だった『中高生ニュース[注 161]』は翌6月1日（木曜日）に改めて放送された。
- 2023年8月21日（月曜日） - 25日（金曜日）・28日（月曜日）：『世界陸上ブダペスト』を放送のため『TIME'』を全編休止し、『TIME,』のみとし、本編内でも直前まで行われた競技の速報を織り込んで放送。24日（木曜日）3:54頃の北朝鮮のミサイル発射に伴う沖縄県へのJ-ALERT発令に対する速報対応は、世界陸上の中継を一時中断して行われたため当番組への影響は少なかった（当該項を参照）。
- 2024年1月4日（木曜日）・5日（金曜日）：同年初頭から令和6年能登半島地震・羽田空港での航空機事故・秋葉原での刺傷事件と自然災害・事件が立て続けに起こった事により番組構成を大幅に変更し、ニュース部分はそれらの関連ニュース[注 162]を中心に放送。このため「TIME,マーケティング部」は休止。「ニュース関心度ランキング」は前日のアンケート自体が中止となり、代わりに地震被災者を対象とした被災地の現状を調査するアンケートを行った。「列島中継」も5日まで休止となった。この週は当初岡山・愛媛からの中継を予定しており、RSKではローカルで告知CMを放送していた。振替などの対応は現時点で不明。それ以外のコーナーは東北放送の『ウオッチンみやぎ』を含め通常通り行われた。翌5日は『マーケティング部』が再開したが、同様の構成となる。
- 2024年3月26日（火曜日）：「水原一平違法賭博問題」の件に関する大谷翔平の声明文発表のため、「LIFE & CULTURE+（ライカルプラス）」および「全国!中高生ニュース」を中止し6時40分頃から7時ちょうどまで記者会見を放送した。
- 2024年6月24日（月曜日） - 7月12日（金曜日）：3週間の期間限定で6時台の中盤をローカル差し替えポイントに設定。CBCが6:20頃 - 6:50頃に『THE TIME,×チャント!』、MBSが6:10頃 - 6:50頃に『よんチャンTVモーニング in THE TIME,』としてそれぞれローカル枠を行使した。TBCでも7月8日（月曜日） - 12日の1週間のみ『ウォッチン!みやぎ』の放送枠を6:30から増設し「THE TIME,ウォッチン!」と題してローカル枠を行使した。金曜日のみローカル枠を行使した局もあり、RBCは6月28日・7月5日・12日に「沖縄の朝がみえる。」と題して、RKBは7月5日・12日に「THE TIME,福岡」と題して6:20頃 - 6:50頃にローカル枠を行使した。HBCでも7月12日（金曜日）に「THE TIME,北海道」と題して6:20頃 - 6:50頃と7:50 - 8:00にローカル枠を行使した。
- 2024年8月5日（月曜日）・6日（火曜日）：2024年パリオリンピックの陸上競技の実況中継を5:25まで編成したため、『TIME'』を全編休止し、『TIME,』を5分短縮して放送。
- 2024年8月7日（水曜日）：2024年パリオリンピック・バレーボール女子の準々決勝の試合（イタリア対セルビア）を3:00 - 6:00に中継のため『TIME'』を全編休止、『TIME,』を6:00 - 8:00の短縮放送とし、6時台はローカル枠を設定せずに放送した。

## テーマ曲
| 期間                                         | 『THE TIME,』                                                | 『THE TIME'』                                                |
| -------------------------------------------- | ------------------------------------------------------------ | ------------------------------------------------------------ |
| 2021年10月1日 - 2022年9月30日、2023年2月21日 | ゴダイゴ「銀河鉄道999〜シン・ミックス〜」                    | 清水美依紗「銀河鉄道999」                                    |
| 2022年10月3日 - 2023年12月28日               | MISIA「おはようユニバース」                                  | MISIA「おはようユニバース」                                  |
| 2024年1月4日 - 2025年3月28日                 | 「THE TIMEテーマ」（インストゥルメンタル曲、作曲：服部隆之） | 「THE TIMEテーマ」（インストゥルメンタル曲、作曲：服部隆之） |
| 2025年3月31日 - 現在                         | 「THE TIMEテーマ」（インストゥルメンタル曲、作曲者不明）     | 「THE TIMEテーマ」（インストゥルメンタル曲、作曲者不明）     |

関東の天気 テーマ曲（ - 2023年12月まで）
- 星野源「Hello Song」（2022年4月4日 - 9月30日）
- 「おはようユニバース」（インストゥルメンタルのアレンジ版、2022年10月3日 - ）

お目覚め!脳シャキクイズ
- サカナクション「新宝島」（当日のピアノ演奏担当者がピアノで演奏する。ピアノ演奏者が欠席した場合にはインストゥルメンタルバージョンが流れる。）

全力TIMEライン・スポーツコーナー（6時台）
- Mrs. GREEN APPLE「ニュー・マイ・ノーマル」（2022年5月9日 - ）

CM前ジングル（一部時間帯）
- 緑黄色社会「sabotage」（2022年10月 - 、イントロ部分を編集して使用）

## スタッフ
基本的に画面下に流れているが、最近は流れていないため、いつ復活するかは未定。

### 『THE TIME'』 『THE TIME,』
- 総合演出：竹永典弘
- TM：井下雅美
- TP：汐田圭一（以前はPM）
- TD：大蔵聡、江浦友樹、古川和輝、坂口良、喜友名邦裕（古川・坂口→CAMの回あり）（日替り）
- VE：對間敏文、久保澤知史、杉崎彩瑛、則竹香、宮本民雄、木野内洋、吉田悦記、河本崇、金子明通、猿田新吾、下斗米孝仁、池田麻鈴、青木孝憲、宇都宮勝（下斗米→以前は天気中継TD）（日替り）
- CAM：遠藤貴史、菅沼雄介、大政則智、廣岡達之、佐藤雅之、山口航、中里子、田口弘謹、北松拓巳、中島文章、鈴木将大（日替り）
- 音声：清宮拓、浜崎健、井上奈央子、長井愛美、山羽稔、鈴木誠司、和田良介、小岩英樹、斉藤宏司、深田瑠美子、伊藤璃子、杉山雄飛、藤井勝彦、佐藤達也、龍田幸久、佐野正和（日替り）
- 照明：高木亘、佐川司、永田泰二、佐々木秀仁、富井泰良、落合晃希、落合一夫、木村郁恵（日替り）
- 音効：加藤博紀（毎日）、後藤俊輔、土谷侑大、中條賢、石澤飛鳥、久本幸奈、中吉咲予（日替り）
- 天気中継TD：中元敏明（初日は天気中継）、孫志雅、小川清市、額田辰也、小林竜輔、小島聡、狩野淳一、丹内浩之、中西航、松本拡、宮崎剛、中澤強、染谷勉、鈴木和欣、小林孝子、松本勝美、木村仁、森重新治郎、森山洸臣、山中規右、皆川ルナ、森木友一、杉山慧一郎、杉山慧太郎、濱野周司、長岡平、中島康行、稲井文作、久田純暉、平川裕、原朋愛、高島正浩（杉山・濱野・平川・高島→以前は天気中継音声）（日替り）
- 天気中継音声：安藤宗好、清水優、小久保遼、田中信孝、南波学、落合孝裕、中島渉、朝日拓郎、坂本祐慈、安澤健、中田重臣、山本裕子、今田貴也、松原修司、角田怜央、渋谷幹治、岸川春奈、三根一等、簑和真人、金野康佑、岩渕裕輔、倉若雅司、坂本啓介、奥原秀信、山田学、菊哲也、樋口晋作（樋口→以前は音声）、奥泉秀信、千布響一郎、宮崎雅則、杉浦梨乃、岡田慎一（岡田→以前は天気中継TD）（日替り）
- 回線：目黒航平、清水陽平、山本智英、河口裕也、齊藤哲也、森際英喜、植田泰昌、小倉喜美夫、一條智徳、杉野裕幸、陣之内渉、大里彪悟、成田一貴、中村理花子（日替り）
- CG統括：岩屋朝仁（初日はCG）
- デザイン：今井沙緒里（初日はCG、第2回、第3回はCG統括）
- CG：岡田豊、徳井託真（日替り） / ThekingMaker、毛利陽平、橋本詳吾
- 気象：岸史（初日はCG）
- テロップ：望月貴仁（初日はCG）
- 美術P：中村嘉邦
- 美術デザイン：團野慎太郎、鈴木泰斗、古畑徹
- 美術ディレクター：五十川弘一（以前は美術制作）
- 装置：藤満達郎
- 操作：楢田祥之、蛭川慎也
- 電飾：荒谷奏子、八木史絵
- LED：大石雅文（日替り）
- 装飾：篠原直樹、荒田雅次朗（日替り）
- 花装飾：石井信彦
- 造形：島田憲一
- 化粧：岡口真美
- 編成：平岡紗哉、三浦萌
- 宣伝：稲垣真穂、山岡将成
- TK：アン・TIME、HERA（日替り）
- 楽器協力：高井啓光
- 協力：日音、safie、TAM、トロリー
- アニメ：OLM Digital
- スタイリング：藤井享子（日替り）
- ピアノ協力：CASIO
- 気象協力：ウェザーマップ[23]
- コンテンツ協力：K-ten、D:COMPLEX、YELLOW
- 制作協力：TBS SPARKLE、JNN各局[注 167]
- 構成：都築浩、佐藤雄介、本松エリ、布広太一、羽柴拓、永井博子（永井→以前は水曜日 - 金曜日）、増田瞳（月 - 金）、今村クニト（月 - 金→月曜日 - 木曜日）、山﨑大悟（月曜日・火曜日・金曜日→月曜日・火曜日・木曜日）、中村益雄（月 - 金→月曜日・木曜日・金曜日）、大嶋清広（火曜日 - 金曜日→火曜日・水曜日）、髙﨑淳平（水曜日 - 金曜日→水曜日・金曜日）、武田郁之輔（金曜日）/北本かつら（月 - 金）
- リサーチ：喜多あおい、ライターズ・オフィス
- ナレーター：児玉ユウスケ[209]、北川原志於[210]（2023年10月2日 - ）
- デスク：小宮綾子
- 制作進行：岩崎文昭
- フロア：高野宏道、橋詰拓真
- サブ：小堀勇、高橋秀一、畠腹隆太
- AP：上田彩、清水なつみ、功刀志保、石原舞子、髙橋沙代
- プロデューサー：岩花光、山端孝博（TBS SPARKLE）、竹田恒俊、井桁永介、永田周平（TBS SPARKLE）、杉本純基、中山正広、桃井良人、野間拓郎（TBS SPARKLE）/原田康弘（平日、TBS SPARKLE）、小竹隼人（報道局、月曜日・木曜日）、曽根英介（月曜日・火曜日・木曜日）、山本直（月曜日・木曜日）、内野優（火曜日）、井本隆幸（報道局、火曜日・金曜日）、池田祐一朗（水曜日・金曜日）、西垣佑亮（月曜日・水曜日）、中道秀宣（月曜日・木曜日）/村口太郎（スポーツ局）、深井慎一郎（報道局）（平日）
- チーフディレクター：木島大輔、加藤勉、長崎友紀（TBS SPARKLE、長崎→以前は月曜日 - 木曜日）、阿部正幸、阿部耕平、宮川剛史、堀武史、上寺深雪、小柴享之（平日）、田口貴彦（TBS SPARKLE、月曜日・木曜日・金曜日）、磯原幸道（TBS SPARKLE、月曜日・水曜日・金曜日）、高島（嶋）貴之（TBS SPARKLE、火曜日・木曜日）、光安和紀（TBS SPARKLE、火曜日・金曜日、開始当初は平日）、多田裕貴（TBS SPARKLE、月曜日・水曜日）
- 演出：川口央（ボトム）、清水徹郎、坂下勝己、十文字岳、上野大輔（TBS SPARKLE）、黒川展寛、石川峻一（平日）/太田淳一（ハマーテレビジョン、火曜日・水曜日・木曜日・金曜日）
- 番組プロデューサー：上ノ園亮
- 制作：TBSテレビ情報制作局情報一部[注 168]
- 製作著作：TBS

#### 過去のスタッフ
- ナレーター：斎藤哲也[注 169]（2021年10月1日 - 2022年9月30日）、[212]坂井易直（月曜日・水曜日[注 170]）、山盛由果[171]（月曜日・火曜日・木曜日・金曜日）、山田真一（火曜日）、金本涼輔（水曜日）、のぐちゆり（水曜日・木曜日・金曜日）、佐藤朱（木曜日）、落合福嗣（木曜日・金曜日）
- TM：山下直（日替り）
- PM：寺尾昭彦（日替り）
- TD/CAM：荻野祐也（日替り）
- VE：山本直紀、吉田崇、平子勝隆、佐藤希美（日替り）
- CAM：井上雄登、野村空大、上村信夫、佐々木三恵（日替り）
- 音声：佐々木康宏、平川圭史、池田千廣、松浦絵理、西偲伸、宇野仁美（日替り）
- PA：笠木駿（日替り）
- 照明：紺野淳一、清水朝彦（日替り）
- 天気中継：安藤譲一郎（日替り）
- 回線：見上純一（日替り）
- CG：八木真一郎（日替り）
- 美術デザイン：寒友哉
- 編成：川島優子、吉田健一
- 宣伝：新川康朗
- サブ：須藤隆之
- AP：富岡花菜、梅澤果歩
- チーフディレクター：竹田有加里（SOME）（平日）
- プロデューサー：筧哲一、藤村卓也（ボトム）、今井仁（報道局、月曜日・火曜日・木曜日・金曜日）、甲坂舞（TBS SPARKLE、平日）、石井健太郎（平日）
- チーフプロデューサー：谷澤美和、高橋務